# بحارو الأرجو

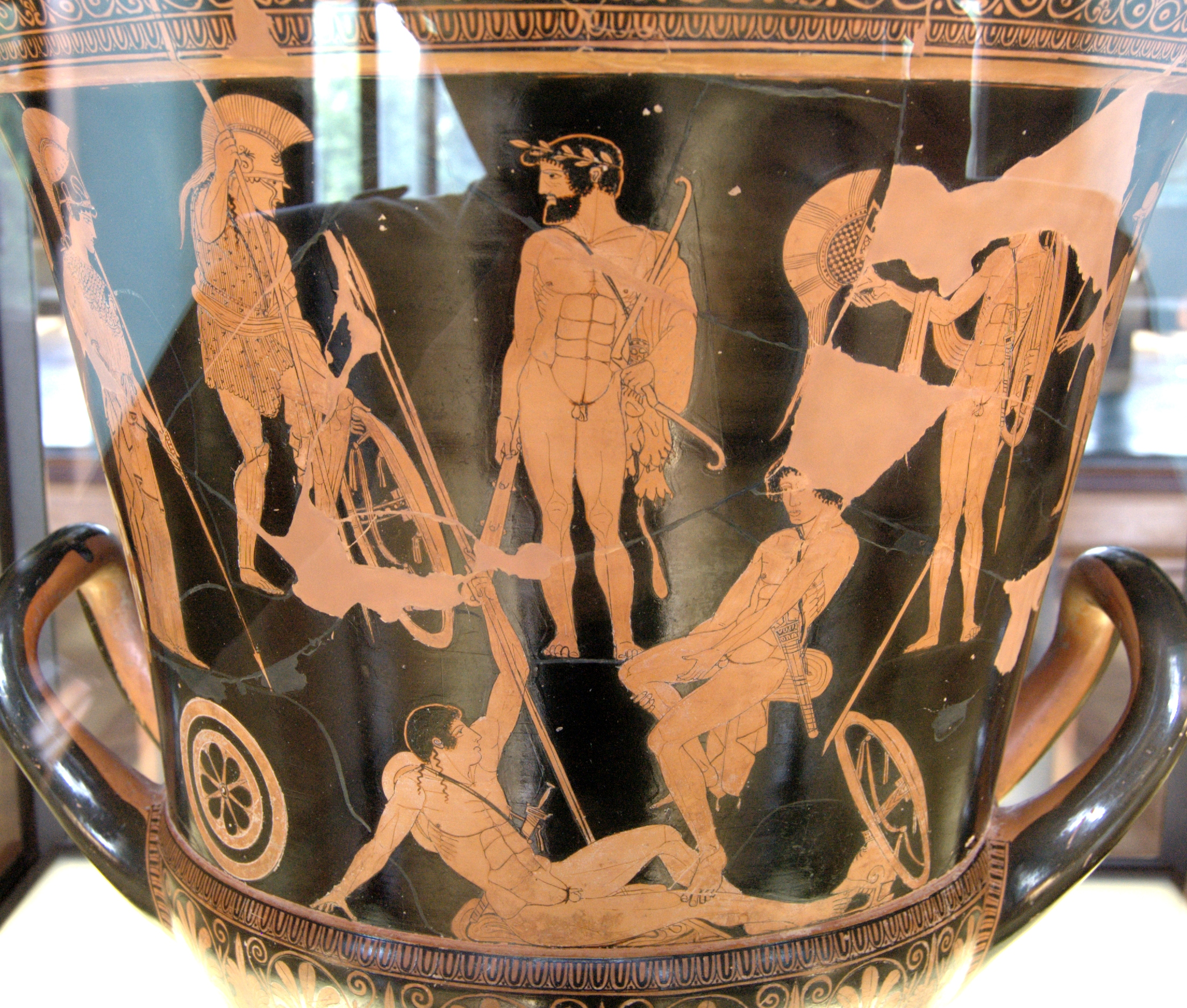
اجتماع بحارو الأرجو.

بحارو الأرجو أو أرجوناوتي أو الأرجوناوتيون (بالإنجليزية: Argonauts)‏ و(بالإغريقية: Ἀργοναῦται) هم مجموعة من الأبطال الأغريق الذين أبحروا قبل الحرب الطروادية مع جاسون بن أيسون ملك أيولكوس في تساليا، إلى أيا التي عرفت في أزمنة لاحقة باسم كولخيس، والتي تقع على الطرف الأقصى من البحر الأسود. جاء اسمهم من اسم سفينة الأرجو التي سميت على اسم صانعها أرجوس، وكان غرض هذه الحملة إحضار الصوف الذهبي للكبش الذي هرب عليه إينو إلى الساحر أييتيس ملك أيا، الذي أكرم وفادته وزوجه ابنته خالكيوبي فنحر الكبش ضحية وعلق صوفه في حرج أريس Ares حيث ظل يحرسها أفعوان دائم السهر الذي لا ينام إطلاقاً.

## مؤلف العمل
وكاتب قصة أبطال الأرجو هو أبوللونيوس الرودسي، ولد في نوكراتيس بالإسكندرية في مصر حوالي عام 260 ق.م. ولقب بـ الرودسي لأنه قضى شطراً طويلاً من عمره في جزيرة رودس. تولى أبوللونيوس أمانة مكتبة الإسكندرية حوالي عام 193 ق.م. كان تلميذا لكاليماخوس، نظم ملحمة طويلة من شعر الأبطال باسم أرجوناوتيكا في أربعة كتب، انتقل فيها من ذوق أساتذته لشعر العلماء والشعر الصناعي، قاصدًا بساطة هوميروس، أشهر وأعظم شعراء الإغريق، فقوبلت بنقد واستياء شديد من قبل خصومه، وعلى رأسهم كاليماخوس -معلمه- الذي هاجمه كثيراً وسخر منه. فرحل على إثر ذلك إلى جزيرة رودس، ومكث فترة ليست بالقليلة من حياته، وتفرغ هناك لملحمته ينقحها ويصوب أخطائه حتى نجح ولاقت القبول في صورتها الثانية. وأعتقد أبوللونيوس باختياره لملحمته موضوعاً يجمع فيه بين الإلياذة والأوديسة أنه يجمع العلم والإلهام معاً، وإنه بإمكانه عن طريق إحياء التقاليد الشعرية القديمة أن يبدع عملاً عظيماً. ولم يحاكي أبوللونيوس التراث الكلاسيكي القديم بكل حذافيره، ولكنه اتخذ موقف الوسيط بين القديم والحديث. لذلك كان النقد الذي وجهه كاليماخوس له لم يفلح في عدوله عن موقفه، فظل يصوب الأخطاء في الملحمة فترة طويلة من حياته، لكن الخطة الأساسية لعمله الملحمي ظلت كما هي دون تغيير.

## الموضوع

### تفاصيل تلك المغامرة الغريبة

#### جاسون وبيلياس

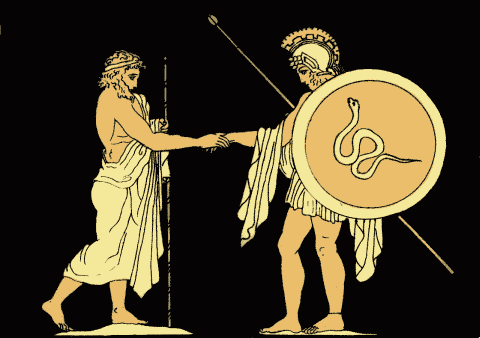
جاسون في لقاءه مع بيلياس.

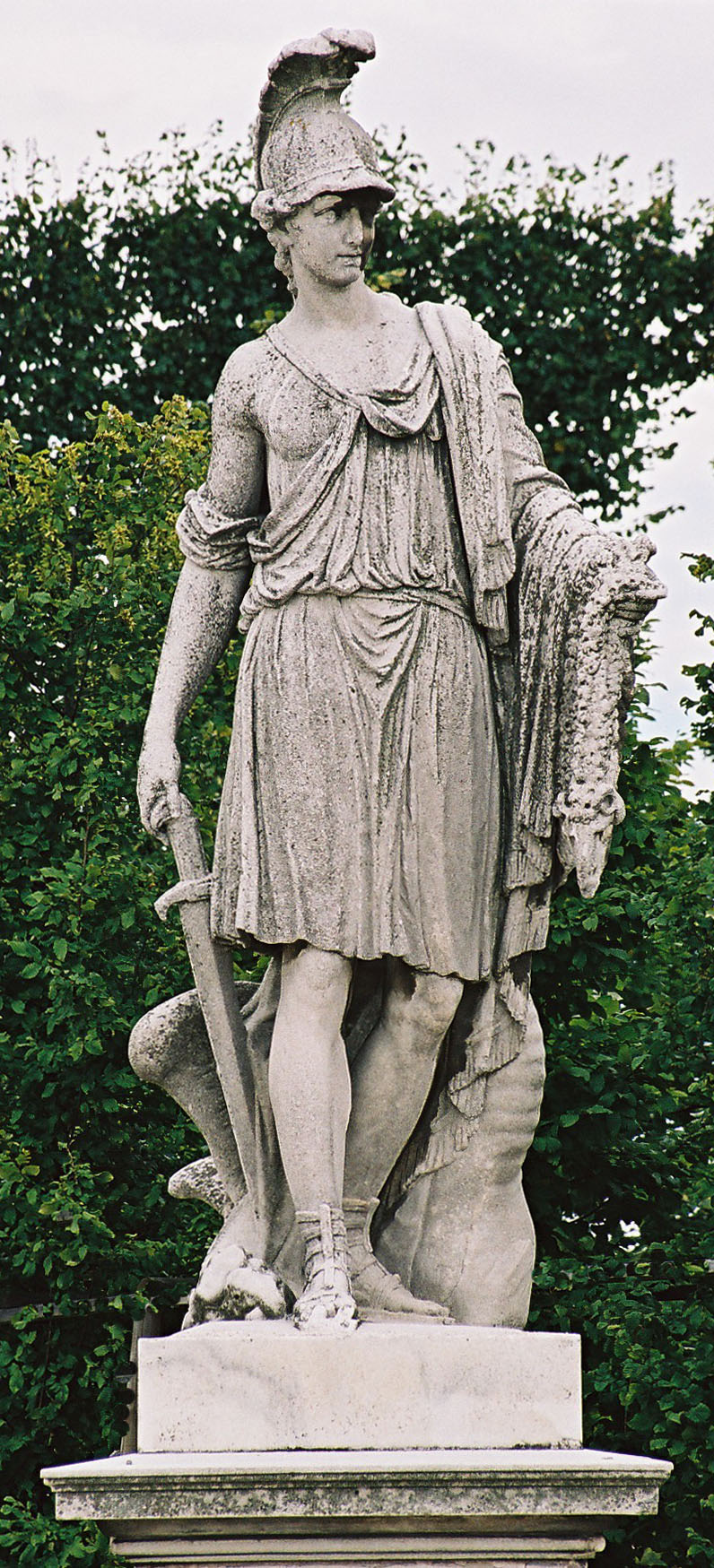
تمثال جاسون.

شيد كريثيوس مملكة أيولكوس على خليج تساليا، وأقام لها مدينة عظيمة، وتركها لابنه أيسون. بيد أن شقيق أيسون الأصغر المسمى بيلياس اغتصب العرش من أخيه. فلما مات أيسون وترك ابنه جاسون، خشي بيلياس أن يشب جاسون ويعلم بأمره فيطالب بعرش أبيه، فعجّل بإرساله إلى القنطور خيرون الذي اختص بتنشئة أبناء العظماء والوصول بهم إلى ذروة المجد. فأخذ يدرّب جاسون ليكون في مقدمة الأبطال ونشأه تنشئة سامية.
عندما بلغ بيلياس من الكبر عتيا، بلبلت أفكاره نبوءة أقضت مضجعه ونفت النوم عن عينيه. فقد حذرته هذه النبوءة من فتى يرتدي فردة حذاء واحدة في إحدى قدميه. وعبثا حاول بيلياس أن يصل إلى كنه هذه النبوءة، وقد عجز المفسرون عن تفسير ما تقصد إليه تلك النبوءة. في ذلك الحين كان جاسون قد بلغ من العمر عشرين ربيعاً، فترك مدربه خيرون وأقلع سراً إلى وطنه أيوكلوس، ليثبت حقوق أسرته في عرش البلاد الذي اغتصبه عمه بيلياس.
حذا جاسون حذو قدماء الأبطال الذين خلد التاريخ أسماءهم، وتسلح برمحين، أحدهما للقذف والآخر للطعن، ووضع فوق حلته التي يرتدها جلد نمر أرقط، كان قد اصطاده في إحدى الرحلات، وترك شعره الطويل مرسلاً فوق كتفيه. وصل جاسون إبان رحلته إلى نهر عريض حيث قابل عجوزاً شاب وليدها، راحت تتوسل إليه أن يساعدها على اجتياز النهر.
لم تكن تلك العجوز سوى الربة هيرا ملكة الآلهة وألدّ أعداء الملك بيلياس ولم يلاحظ جاسون شخصية الربة وهي متنكرة في ثيابها الرثة والهيئة التي اتخذتها. فحملها برفق، وأخذ يخوض النهر وهي بين ذراعيه. وفي منتصف النهر غرست إحدى قدميه في الطين فالتصقت فردة الحذاء بالطين، فلما رفع قدمه خرجت بلا حذاء، فلم يعر ذلك اهتماما واستمر بحملها يعبر النهر حتى بلغ الضفة الأخرى، فودع العجوز ثم اتجه إلى سوق أيولكوس في اللحظة التي كان فيها عمه بيلياس يقدم ذبيحة للرب بوسايدون إله البحر، وكان يحيط بالملك جمع غفير من شعبه.
لما رأى القوم جاسون، بهرهم جماله وظنوه أبوللو أو أريس قد ظهر فجأة وسطهم. غير أن الملك بيلياس لم تقع عينه على جماله أو طوله، بل وقعت على قدميه، وقد أفزعه وهو يقدم الذبيحة أن ذلك الغريب يلبس فردة حذاء واحدة في إحدى قدميه. فسرى الحزن في قلبه، لكنه تمالك نفسه ولم يبد ما يدل على خوفه، فلما انتهت الطقوس الدينية تقدم إلى الشاب اليافع وسأله في رقة عن اسمه وعن وطنه.
كانت إجابة جاسون كافية لأن تهد كيان بيلياس، فقد أجابه في جرأة وجسارة نادرتين، ولكن في نبرة تنم عن الذوق والأدب ودماثة الخلق، قائلا: «أنا جاسون بن الملك أيسون. وقد ربّاني خيرون فأحسن تربيتي، وقد جئت الآن لزيارة بيت أبي».
أصغى بيلياس إلى ابن أخيه في اهتمام وبشاشة زائدين وقد أخفي ما تعتريه نفسه من خوف. فأمر أتباعه بأن يرافقوا الضيف العزيز إلى قصره. فصار جاسون يتطلع إلى ساحات القصر وغرفه التي ربى بين جدرانها في طفولته المبكرة. رحب بيلياس بابن أخيه أحسن ترحيب، فأقام له الحفلات وأولم له الولائم الفاخرة خمسة أيام كاملة، وفي اليوم السادس، تركوا الفساطيط التي أقيمت لاستضافة المدعوين، وتوجهوا إلى الملك بيلياس، فمثلوا بين يديه. تقدم جاسون في أدب ورقة بالغة وقال لعمه:
«أيها الملك، أنت تعلم تمام العلم، أنني ابن ملك البلاد الشرعي، ووريث عرشه، وأن كل ما تمتلكه الآن هو لي.. غير أنني سأترك لك جميع قطعان الماشية والأغنام، وجميع الحقول التي استحوذت عليها من والدي.. ولن أسألك شيئا سوى الصولجان والعرش اللذين كانا يوما ما لأبي».
أعمل بيلياس فكره بسرعة قبل أن يجيب، فكان رده عاطفياً ولكن عن مكر ودهاء وبعد نظر، إذ قال: «لك ما تريد يا ابن أخي، فإنني على أتم استعداد لتنفيذ طلباتك. وفي مقابل ذلك يجب أن تحقق لي رجاء واحدا، وتؤدي خدمة بدلا مني، فأنت لا تزال في شرخ الشباب وعظيم القوة، ولا يمكن لشيخ مثلى أن يقوم بها.. لقد مضى زمان طويل، وطيف فريكسوس يحوم حولي ويطاردني في أحلامي، حتى امتنع علي النوم ولازمني السهاد. إنه يطلب مني، ويحلف في الطلب، أن أجلب السلام لروحه، بالرحيل إلى كولخيس والتوجه إلى الملك أييتيس فأستعيد منه جرة الكبش الذهبي. وأنت تعلم أن ليس في استطاعتي القيام بمثل تلك الرحلة التي تتطلب عزم الشباب وفتوته، وسيعود إليك مجد تحقيقك هذا الرجاء، وعندما تعود بسلام حاملا هذه الهدية الرائعة، فسأعطيك المملكة والصولجان، فهما حق شرعي لك دون غيرك».

## قصة الصوف الذهبي بدء رحلة بحارة الأرجو
كانت إينو محظية أثاماس والد فريكسوس وعشيقته، وكانت خارقة الأنوثة بارعة الجمال، إلا إنها كانت شديدة القسوة جافة الطباع، فكانت تعامل فريكسوس ابن زوجها معاملة قاسية، وتذيقه ألوان العذاب. ولا يجرؤ أحد على أن يخبر زوجها، بما يعانيه ولده على يد تلك الحية. لم تطق نيفيلي والدة فريكسوس أن ترى ابنها يسام العذاب هو وأخته هيللي، فقامت بمساعدة ابنتها هذه بخطف الطفل من منزل أبيه، ووضعت طفليها على ظهر كبش مجنح، صوفه من خيوط العسجد النضار، كانت تلقته هدية من الإله هيرميس. فحملها الكبش وحلق بهما في الجو، وظل يجوب أجواز الفضاء في سرعة بالغة، فأصيبت الفتاة بدوار شديد وسقطت من على ظهر المطية الذهبية لتلقى مصرعها في البحر، الذي أصبح منذ تلك اللحظة يسمى هيللي أو هيلليسبونت نسبة إلى تلك الفتاة.
أما فريكسوس فقد وصل سالماً إلى بلاد كولخيس على شاطئ البحر الأسود، حيث استقبله الملك أييتيس أعظم استقبال، وزوجه إحدى بناته. وهي فتاة مدللة اجتمعت فيها الحكمة المثلى والأنوثة الكاملة. واعترافاً بجميل الكبش كرسه فريكسوس لزيوس أبى الآلهة، الذي أطال في طيرانه وقدم الجرة للملك أييتيس الذي كرسها بدوره للرب أريس، وسمرها في شجرة في كهف مقدس لهذا الرب، وجعلها في حراسة أفعوان ضخم، لأن هناك نبوءة تقول أن حياة الملك نفسه تتوقف على امتلاكه لتلك الجرة الذهبية.
ذاع صيت هذه الجرة في جميع أرجاء الأرض، وسمع بها القاصي والداني، وأصبح الناس ينظرون إليها كأنها كنز ثمين لا يقدر بثمن. لم يكن بيلياس مخطئاً حين طلب من ابن أخيه أن يحضر له هذه الجرة الثمينة. وكان جاسون دون أدنى شك على استعداد تام بنية صادقة لإحضار تلك الهدية، ولم تخامره قط الفكرة الحقيقية التي جعلت عمه يطلب منه هذه الطلب الوعر. إذ أن القصد الحقيقي لبيلياس كان هو التخلص من جاسون تماماً بإرساله في هذه المهمة التي كان بيلياس على يقين من أن ابن أخيه لن يعود منها سالماً.
طلب جاسون من أشهر أبطال الأغارقة وأعظمهم، أن يسهموا في تلك المغامرة الخطرة. فبدأ أمهر الصناع ببناء سفينة ضخمة، تحت رعاية الربة أثينا واستعملوا في صنعها أجود أنواع الخشب.كانت السفينة تتسع لخمسين مجدافاً، وأطلق عليها أرجو نسبة إلى بانيها أرجوس بن أريستور. لقد كانت أطول سفينة قام بصنعها الإغريق حتى ذلك الوقت، للإبحار عبر المحيطات الواسعة. وقد روعيَ عند بناء حيزوم السفينة أن يوضع فيه قطعة من الخشب أخذت من شجرة دودونا البلوطية التنبؤية هدية من الربة أثينا.

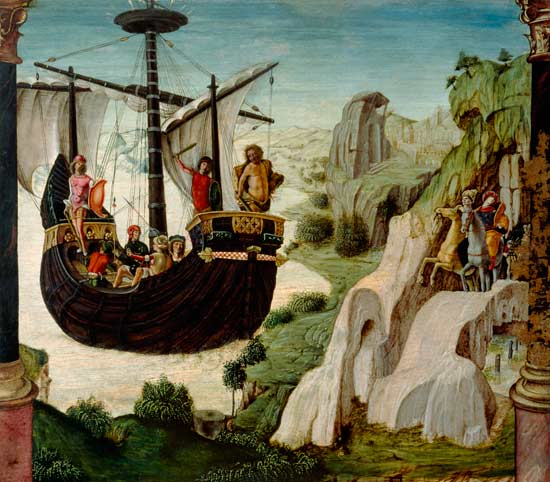
سفينة الأرجو.

التف البحارة حولها واقترعوا على الأماكن التي سيحتلها كل واحد منهم، فكان على جاسون أن يتولى قيادة الحملة بأسرها، وأن يقوم تيفوس بقيادة الدفة، ويتولى لونكيوس الحاد البصر إرشاد السفينة، في الأماكن الخطرة. وأن يجلس البطل المغوار هرقل في مقدم السفينة، وقد كرس جاسون سفينته لبوسايدون إله البحر. وقبل قيام الحملة بالرحلة المشهورة، قدم جميع الأبطال ذبائحهم وصلواتهم المقدسة إلى هذا الرب، وإلى غيره من آلهة البحر الآخرين، اتخذ كل بطل مكانه المخصص له على ظهر السفينة، ورفعوا المرساة وتحركت السفينة بعيدا عن الشاطئ، وأخذ الخمسون مجدافا يحركون مجاديفهم في نظام بديع، وفي اليوم التالي هبت عليهم ريح عاتية، فساقتهم إلى ميناء جزيرة ليمنوس.

## بحارة الأرجو

### بحارة الأرجو في جزيرة ليمنوس
كانت نساء هذه الجزيرة قد قمن بقتل أزواجهن، أو على الأصح بقتل جميع رجال الجزيرة. لأنهم كانوا قد أحضروا معهم من تراقياً محظيات على قدر كبير من الفتنة والجمال، فعم الجور والمجون، وغضبت لذلك أفروديتي وأثارت حفيظة النساء على أزواجهن، فأعملن التقتيل في الرجال فلم ينج منهم سوى ملك ثواس الذي أنقذته غبنته هوبسيبولي، فأخفته في صندوق وقذفت به إلى البحر. ومنذ ذلك الحين استولى الذعر على نساء ليمنوس واندلع الهلع في نفوسهن، خشية أن يتعرضن لغارات التراقيين للأخذ بثأر أقربائهم. وكثيرا ما كانت النساء يتطلعن صوب البحر إلى الأفق البعيد خوفا من قدوم سفينة تحمل المحاربين من التراقيين.
وذات يوم، بينما وقف بعض النسوة بجانب الشاطئ إذ أبصرن سفينة الأرجو العظيمة، فأسرعن إلى المدينة يخبرن بنات جنسهن بما رأين. فتسلحت النساء بسرعة وتدفقن إلى الشاطئ كجيش من الأمازونيات المحاربات. اندهش الأبطال كثيرا عندما أبصروا الشاطئ يعج بالنساء المسلحات وليس بينهن رجل واحد.. فأرسلوا إليهن رسولا في زورق، فلما بلغ الشاطئ وتقدم إليهن أخذنه إلى ملكتهن هوبسيبولي غير المتزوجة، فقال لها أن البحارة يطلبون إيواءهم بضعة أيام كضيوف، ليستريحوا من عناء السفر.
جمعت الملكة نسائها في سوق المدينة، وقالت لهن أنها ترى أن يرسلن إليهم ما يحتاجوا إليه من الطعام والشراب في زورقهم، وبهذه الطريقة يستطعن أن يحتفظن بصداقتهم بعيدا عنهن.. استوت الملكة ثانية على عرشها في دلال وعندئذ رفعت خادمتها العجوز رأسها بمجهود شاق، وأومأت بالموافقة وقالت: "أرسلن الهدايا إلى هؤلاء الأغراب بأية وسيلة من الوسائل، فهذا خير ما يجب عليكن القيام به في هذا الظرف، لاقى هذا الرأي موافقة بالإجماع من سائر نساء ليمنوس، وحبذن فكرتها، فأرسلت الملكة إحدى الفتيات لمصاحبة الرسول إلى السفينة كي تخطر الأبطال بالقرار الذي وصلن إليه، فسر البحارة بهذه الدعوة.
علق جاسون عباءته، التي أهدتها إليه الربة أثينا فوق كتفه، وراح يخطو صوب المدينة، واتجه صوب القصر في خطوات حثيثة، فإذا بالعذارى الحسان من الخادمات يفتحن الأبواب على مصراعيها، وإذا بالفتاة الشقراء التي كانت رسول الملكة إلى الأبطال تقوده إلى حجرة سيدتها.
كانت هوبسيبولي ناضرة الشباب، قد سبح وجهها في هالة من الحسن والبهاء، وما أن وقعت عينها على ذلك الفتى الأنيق حتى اصطبغ خدها بحمرة الورد خجلا وحياء، وفي رقة بالغة راحت تخاطبه بألفاظ المديح والإطراء قائلة: «أيها الغريب النبيل، إن هيئتك لتدل على شرف عنصرك، حقا إنك لمن الأبطال العظام والنبلاء.. ما الذي جعلك تتردد في دخول أبوابنا؟ ليس في هذه المدينة رجال يمكنك أن تخشاهم. فقد خان أزواجنا عهود الزوجية، وانتقلوا بصحبة عشيقاتهم من الأسرى التراقيات إلى بلدهن، ومعهم أبناؤهم وعبيدهم فتركونا لا حول لنا ولا قوة، ومن ثم يمكنك أنت ورفاقك الأعزاء، لو راق لكم أن تحضروا إلى بلدنا، وتكونوا أفرادا من شعبنا، ولو أردت فلك أن تحكم رجالك وتحكمنا بدلا من أبي وأنني لعلى يقين من أن هذه البلاد ستروق لكم، فهي أكثر جزر البحار خصباً وأوفرها ثماراً، فاذهب إلى صحبك وأخبرهم بهذه الذي أعرضه عليك، ثم عد إلي بقرارهم».
بيد أنها لم تذكر له أنهن قتلن أزواجهن، فأجاب جاسون قائلا: «أيتها الملكة العظيمة، إننا بقلوب يملؤها الشكر نتقبل المساعدة التي تنوين تقديمها لنا، والتي نحن في أمس الحاجة إليها.. وسأخبر رفاقي بعرض جلالتك، ثم أعود إلى مدينتك العامرة. ولكي أن تحتفظي شخصيا بصولجانك وبجزيرتك! وليس معنى هذا أنني أرفضه، ولكن أخطارا ومعارك بعيدة تنتظرني، ويجب عليَّ القيام بها».
قدم جاسون يده إلى الملكة مودعا، ثم رجع إلى الشاطئ.. وسرعان ما تبعته النساء في عربات سريعة محملة بالهدايا الكثيرة. أنبأ جاسون رفاقه بحديث الملكة إليه، ثم نزل إلى الشاطئ معهم، ما عدا هرقل وبعضا من زملائه الذين كانوا يعافون الحياة وسط النساء. كان من السهل على السيدات إغراء الأبطال بدخول المدينة والإقامة في منازلهن، فعاش جاسون في قصر هوبسيبولي، على حين تفرق الأبطال هنا وهناك مع الحسناوات الجميلات، وسرعان ما امتلأت المدينة برقصات العذارى وولائم البهجة والسرور.
ظل موعد الرحيل يتأجل من يوم إلى يوم، ولو كان الأمر بيد الأبطال، لتلكئوا ما طاب لهم مع مضيفاتهم الفاتنات الساحرات، بيد أن هرقل الصارم حضر من السفينة وجمع الأبطال حوله دون علم النساء وخاطبهم بقوله: «أي أبطال الأغارقة، ما أتعسكم وأحقركم! ألم يكن لديكم في بلادكم ما يكفيكم من النساء؟ هل كنتم في أمس الحاجة إلى زوجات حتى تحضروا لإلى هذه المكان وتعدلوا عن إتمام العمل المجيد الذي اضطلعتم به؟ هل ترغبون في حرث حقول ليمنوس؟ طبعا، إن أحد الآلهة سيبحث عن الجرة الذهبية ويحضرها لنا، ويضعها تحت أقدامنا دون أن نحرك نحن ساكنا أو نبذل أي مجهود! إني أرى من الأفضل أن يعود كل امرؤ منا لإلى بلده... وليتزوج جاسون هوبسيبولي ويعمر جزيرة ليمنوس بأبنائه منها، ثم يجلس بعد ذلك ويصغي إلى قصة أعمال البطولة التي يقوم بها غيره».
كان لهذه الألفاظ وقع في نفوس الأبطال دونه وقع السهام، ولم يجرؤ أحد منهم أن يرفع بصره إلى البطل العظيم أو يرد على أقواله بكلمة واحدة، وشعر كل فرد منهم بالخزي يجلل هامته، فتركوا الحشد واستعدوا للرحيل. بيد أن نساء ليمنوس اللواتي كن قد عقدن النية على الزواج من الأبطال شق عليهن أن يتركهن الرجال بتلك السهولة، فحاصرنهم في جموع غفيرة كأنهن النمل، وأخذن يتوسلن إليهم كي يرقوا لحالهن ويمكثوا معهن، ولكن وجدن أن الأبطال قد قرروا العودة إلى سفينتهم، فرضخن إلى الأمر الواقع.
أما هوبسيبولي ملكة الجزيرة الفاتنة، فقد ذرفت الدموع، وانتحت إلى جانب بعيد عن الأخريات، وأخذت جاسون من يده وقالت: «اذهب مصحوباً بالسلامة، ولتمنحك الآلهة، أنت ورفاقك الأجلاء النجاح في الحصول على الجرة الذهبية التي تبتغونها وتركتم وطنكم من أجلها، ولو رغبت يوماً بالعودة إلينا فأهلاً وسهلاً».
ترك جاسون الملكة وهو مملوء إعجاباً بما تتصف به من حسن وفتنة مقرونين بالحكمة والرزانة ورجاحة العقل، وكان هو أول من صعد إلى السفينة، ثم تبعه الآخرون، واحتل كل واحد منهم مكانه، ورفعوا المرساة ونشروا الأشرعة، وفي لمح البصر كانوا قد خلفوا وراءهم الهيلليسبونت.

### بحارة الأرجو في بلاد الدوليونيس

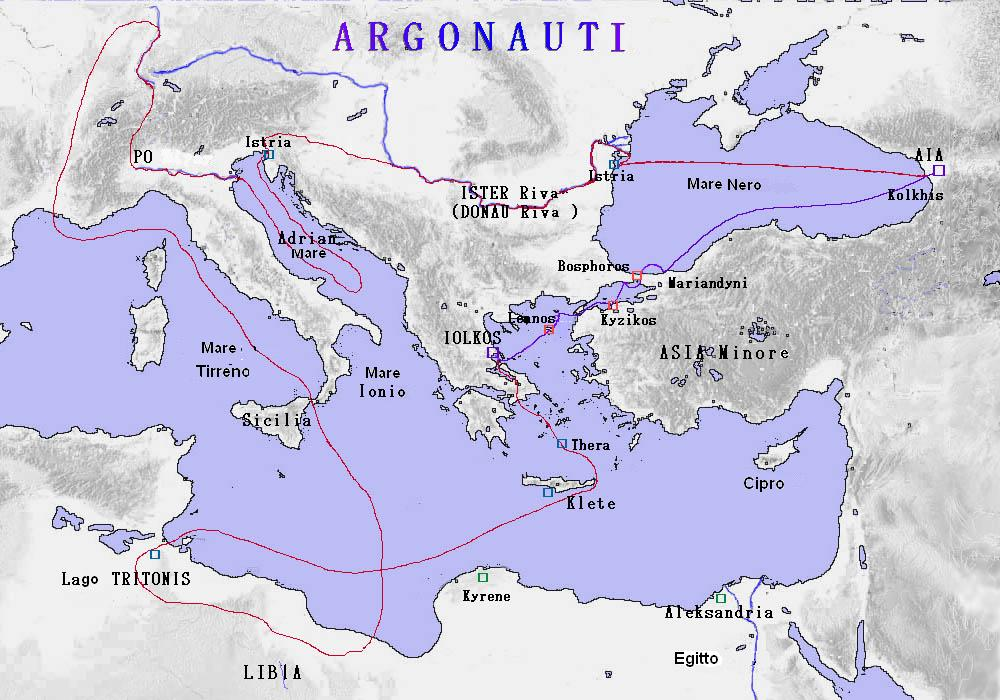
خطة سير مقترحة لبحارة الأرجو.

جرت السفينة تطوي المراحل على صفحة اليم، وظل البحارة يجدفون دون كلل ولا ملل، حتى إذا انقضت بضعة أيام، هبت الرياح من تراقيا فجرفت السفينة صوب ساحل فروجيا، حيث كان يعيش العمالقة المتوحشون الذين أنجبتهم الأرض جنبا إلى جنب مع شعب الدوليونيس المسالم، في جزيرة كوزيكوس.
كان لهؤلاء العمالقة ست أذرع، تمتد اثنتان منها من كتفين عريضتين، كما تمتد ذراعان من كل جنب، أما الدوليونيس فكانوا ينحدرون من رب البحر، الذي كان يحميهم من كل من يتعدى عليهم أو يريد بهم سوءا، حتى من جيرانهم المتوحشين، وكان يحكمهم الملك كوزيكوس، الذي اشتهر بالتقوى والورع والعبادة.. فلما وصلت السفينة إلى الجزيرة، خرج الملك وكل شعبه لاستقبال بحارتها والترحيب بهم.
وبعد أن رست السفينة على الماء، ونزل الأبطال إلى البر رحب بهم الملك وصمم على استضافتهم في قصره وإكرام وفادتهم، لأن نبوءة من قديم الزمن كانت قد أمرته بضرورة استقبال زمرة الأبطال المقدسين بكلمات الترحيب الرقيقة، وقبل كل شئ يتجنب القتال معهم.. ومن ثم زودهم بكمية وافرة من الخمر والذبائح المنحورة.
كان ذلك الملك لا يزال يافعا في عز صباه وريعان شبابه، وكان قد تزوج حديثا فتاة حلوة القسمات مشرقة السمات، جميلة الطلعة، وكانت وقت ذاك تنتظره في القص، ولكنه رضوخا لتلك النبوءة بقى ليشترك في الوليمة، وظل معهم يجاذبهم أطراف الحديث ويسألهم عن حالهم وغرض رحلتهم، فلما علم أمرهم، زودهم بالمعلومات وبالطريق الذي يجب عليهم أن يسلكوه.
ظل الأبطال يمرحون بصحبة الملك النبيل، حتى مضى جزء من الليل، ثم ذهبوا إلى المخادع التي أعدت لهم، فباتوا ليلتهم على الفرش الوثيرة، حتى إذا ما أصبح الصباح وتبدد الظلام، خرجوا يصدعون في جبل شامخ كي يروا بأنفسهم من قمته أين تقع الجزيرة من المحيط، فلما أبصرهم العمالقة انقضوا عليهم من الجانب الآخر متدفقين كالسيل الجارف، وأخذوا يسدون المنافذ إلى الميناء بقطع ضخمة من الصخور والأحجار.
كانت الأرجو قابعة في الميناء يحرسها البطل هرقل، الذي رفض للمرة الثانية مغادرتها، فلما رأى ما فعه أولئك العمالقة الأشرار، خاف على زملائه من بطشهم، فأخذ قوسه القوية وصار يقذف العمالقة بسهامه، فتردى منهم الكثيرون، وسقطوا في أماكنهم صرعى وفي نفس الوقت كان الأبطال يعملون التقتيل في المعتدين برماحهم وسهامهم، فهزموا العمالقة هزيمة نكراء، وتكدست أكوام جثثهم في الميناء الضيق كأنها جذوع أشجار ضخمة قطعت من غابة كثيفة.
خرج الأبطال هكذا من المعركة ظافرين منتصرين، فعادوا إلى القصر يودعون الملك ويشكرون له حسن ضيافته وكرمه، ثم اعتلوا ظهر سفينتهم وأقلعوا عبر البحر، وكادت الشمس تتوسط كبد السماء، وكانت الريح رخاء، والسفينة تشق طريقها حثيثا في الماء، حتى إذا جن الليل، تغيرت الرياح وتبدلت الأحوال، فهبت عليهم من الجانب الآخر ريح عاتية أجبرتهم على الرسو بمركبهم بالقرب من اليابسة حتى تمر الزوبعة وتهدأ الريح.
كان الأبطال قد أرسوا سفينتهم على الجانب الآخر لجزيرة الدوليونيس ، غير أن بحارة الأرجو ظنوا أنهم قد رسوا على ساحل فروجيا، فلم يدرك المضيفون السابقون الذين هبوا من نومهم مذعورين على صوت إرساء السفينة، أن أولئك القادمين هم ضيوفهم السابقون، وأصدقاؤهم الذين احتفلوا بهم وتناولوا معهم الطعام والشراب في مرح وسرور منذ يوم واحد فقط.. فهرعوا إلى أسلحتهم، وسرعان ما قامت بين الفريقين معركة حامية، فقذف جاسون رمحه في قلب الملك نفسه دون أن يدري القاتل من هو المقتول، ولا المقتول من قاتله. فلما رأى الدوليونيس ما حل بملكهم، أطلقوا العنان لأقدامهم، وولوا الأدبار، واختفوا في المدينة، وفي الصباح التالي اكتشف كل من الفريقين خطأه.
عندما رأى جاسون ورفاقه جثة الملك الطيب كوزيكوس ترقد في بركة من دمائه الزكية، استولت عليهم الكآبة والوجوم، وعقد الحزن العميق ألسنتهم، فانهمرت دموعهم حارة تكاد تلهب وجوههم، فقد جازوا الإحسان بالإساءة ولو أن ذلك حدث عن غير قصد، وظلوا مع الدوليونيس يبكون الموتى ثلاثة أيام بلياليها، وكان أهل القتلى يمزقون شعورهم من شدة الحزن والكمد، وأخذوا يعدون الولائم الجنائزية تكريما لمن سقطوا صرعى في المعركة.. بعد ذلك أقلع الأبطال يستأنفون رحلتهم، أما كليتي Clite الحسناء، زوجة الملك المقتول، فقد شنقت نفسها بحبل، إذ لم تطق البقاء بعد أن مات زوجها.

## هرقل يتخلف
هبت العواصف على السفينة من كل جانب، وأخذت تعبث بها الرياح في صخب، فرسا الأبطال على مدينة كيوس في خليج بيثونيا، فاستقبلهم الموسيون سكان هذه المدينة استقبالا رائعا، وبالرغم من أن الظلام قد أقبل، فإن أهل المدينة استمروا يخدمونهم ويقدمون لهم الطعام والشراب بكميات وافرة.
لما كان هرقل لا يميل إلى أي لون من ألوان الترف ويعده مفسدة للرجل، فقد ترك رفاقه ينعمون بالوليمة، وأخذ يضرب وسط الغابة الكثيفة ليصنع لنفسه من أشابها مجدافا أقوى من المجاديف التي بالسفينة، استعدادا للعمل الذي ينتظره في صباح الغد، فصار يتفحص أشجار الغابة حتى عثر على شجرة صنوبر خشبها صلب قوي، كانت عين ما يصبوا إليه ويريد، ووضع هرقل قوسه وجعبته جانبا، وخلع عنه جلد الأسد وألقى هراوته إلى جانبه، ثم أمسك بجذع الشجرة بكلتا يديه وجذبها جذبة قوية انتزعها من منبتها.
كان هرقل في إحدى المعارك قد قتل بطلا في حملة ضد الدريوبيس، وكان لذلك البطل ابن حدث يسمى هولاس، فأخذه هرقل ونشأه معه حتى كبر وأصبح خادمه وصديقه. ترك هولاس الوليمة أيضا، وأخذ جرة ليملأها ماء لسيده وصديقه إذا احتاج إلى الماء عند عودته، فلما بلغ الصبي الجميل البئر، أبصرته حورية البئر، أبصرت شابا يافعا طويل القامة حلو القسمات، فسحرها جماله حتى أنها قد طوقته بذراعها اليسرى، على حين أمسكت مرفقه بيمناها وجذبته إلى أعماق البئر.
صرح الصبي مستغيثا يطلب النجدة، فسمعه أحد الأبطال ويدعى بولوفيموس، وكان جالسا ينتظر هرقل بالقرب من البئر، فهب مسرعا إلى مصدر الصوت ليخلص الصبي. بيد أنه لم يعثر عليه كأنما الأرض قد ابتلعته.. وما أن شاهد هرقل مقبلا من الغابة حتى ناداه قائلا: «معذرة أيها السيد ما كنت لأود أن أكون أول من ينبئك بخبر يشق عليك سماعه، لقد ذهب صديقك هولاس إلى البئر ولم يعد، لابد أن يكون قد قابله أحد قاطعي الطرق واختطفه أو ربما يكون قد قتله.. لقد سمعته بنفسي وبأذني يصيح مستغيثاً».
ما إن سمع هرقل ذلك النبأ حتى تميز غضبا وجاش قلبه حزنا وكمدا، وبخعه الألم بقلبه، وفي سورة الغضب ألقى بشجرة الصنوبر أرضا، واندفع كثور هائج، واخذ يعدو خلال الغابات حتى بلغ البئر وهو يصيح صيحات الحزن والأم والجزع.
أصبح الصباح، وأشرق نجمه فوق الجبل، فهبت رياح مواتية، وعندئذ حث مدير الدفة الأبطال على أن يستغلوا فرصة هذه الرياح ويقلعوا في الحال، فتسابق البحارة إلى السفينة يصعدون على ظهرها ويتخذ كل منهم مكانه فيها في ضوء الفجر الأحمر، وبينما هم ينزلقون في غبطة وسرور على صفحة الماء، إذ تذكروا بعد فوات الأوان أنهم تركوا اثنين من خيرة الأبطال على الشاطئ، وهما هرقل وبولوفيموس.
عندما اكتشف الأبطال هذا الأمر، دب بينهم شجار عنيف ونقاش حاد، كيف يصح أن يبحروا بدون رفيقيهم؟ لم ينبس جاسون ببنت شفة، ولاذ بالصمت والحزن يأكل قلبه ويستولى على مشاعره فجلس منطويا على نفسه وقد ذهبت به الأفكار شتى المذاهب.. أما تيلامون فقد استشاط غضبا ولم يتمالك نفسه من هول الصدمة العنيفة، فصاح في جاسون قائلاً: «كيف تجلس في مكانك صامتا هادئا هكذا؟ أعتقد أنك تخشى أن يتفوق هرقل فينال من بسالتك! ولكن لم أضيع وقتي في الحديث؟ فلو وافقك حشدنا على مسلكك هذا، فإني سأعود إلى البطل الذي تركناه على الشاطئ».
وما أن أتم تيلامون كلامه هذا حتى انقض على تيفوس مدير الدفة وأمسك بصدره وجذبه جذبة عنيفة وكاد يجبره على الاتجاه بالسفينة صوب بلاد الموسيين، لولا أن قبض على ذراعيه زيتيس وجذبه إلى الخلف وهو يعنفه على ما صدر منه.. بيد أنه حدث وهم يتعاركون أن برز لهم بين الأمواج، جلاوكوس رب البحر، وأمسك بدفة السفينة بيده القوية، وصاح في البحارة بقوله:
«لا يدب الخلاف والنزاع بينكم أيها الأبطال ولا تتراشقوا بجارح الألفاظ، فلن تأخذوا معكم هرقل، الذي لا يخشى بأسا، إلى بلاد أييتيس ضد إرادة زيوس! إن القدر ليحتفظ به لمهام أخرى غير مهمتكم. لقد أبصرت إحدى الحوريات الشاب الجميل هولاس، فهامت بحبه وبرح بها الهوى حتى أنها خطفته، ولما كان هذا الفتى صديقا لهرقل، ولا يستطيع أن يرجع بدونه، فقد تخلف عنكم من شدة شوقه إليه».
فلما قال رب البحر هذه الحقائق، وأنبأ بها الأبطال حتى لا تنفصم عرى الصداقة بينهم وينشق بعضهم على بعض، غطس ثانية في البحر، وابتلعته المياه الزرقاء كما جاء. عند ذلك احمر وجه تيلامون خجلا، ثم ذهب إلى جاسون واعتذر له عما بدر منه، ووضع يده في يده وقال: "لا تحنق علي يا جاسون، فقد أفقدني الحزن العميق صوابي وطار لبي ودفعني إلى التسرع في الكلام، فلم أع ما كنت أقول، فلتذهب غلطتي هذه مع الرياح، ودعنا يتمنى كل منا لأخيه أطيب الأماني كما كنا نفعل من قبل. سر جاسون سرورا بالغا لعودة السلام بينه وبين تيلامون، وانتشار الهدوء بين الأبطال على ظهر السفينة ثانية، ثم أبحروا بعد ذلك عبر الأمواج الهادئة. هذا ما حدث على ظهر السفينة، أما من بقى على الشاطئ، فإن بولوفيموس أقام مع الموسيين وشيد لهم مدينة عظيمة، على حين استمر هرقل في سيره وتجواله إلى حيث استدعته مشيئة الإله زيوس.

## بولوديوكيس وملك البيبروكيين
أشرقت شمس اليوم التالي، فلاح عن بعد شبه جزيرة منبسطة إلى داخل البحر، فأدار الملاحون الأبطال السفينة نحوها، وكانت توجد في هذه الأرض حظائر أموكوس ملك البيروكيين المتوحشين وبيته الريفي، وكان هذه الملك ذا قوة وسلطان يفرض قانونا صارما على جميع الأغراب.
ولما كان بطلا مغوارا لا يتصدى لقوته فارس، فقد فرض على كل غريب يرمي به حظه التعس إلى شبه الجزيرة هذه، ألا يغادرها قبل أن يلاكمه، وكانت الغلبة طبعا لهذا الملك الباطش ذو القوة الخارقة، وبذلك تخلص من عدد كبير من جيرانه.
أبصر أموكوس السفينة تقترب من الشاطئ، فضحك ملء شدقيه ساخرا من أولئك التعسين الذين ساقهم القدر إلى حتفهم، فدنا من مرسى السفينة قبل أن تطأ أقدام من فيها أرضه وتحداهم قائلا: «اسمعوا يا قراصنة البحار، أرهفوا سمعكم لما أقول، هناك أمر واحد يجب أن تعرفوه جيدا، ليس لغريب قط أن يبرح بلادي دون أن يتلاكم معي.. ومن ثم آمركم أن تختاروا أقوى رجل فيكم وترسلوه إلي، وإلا مصيركم كلكم الهلاك وبئس المصير».
كان بين بحارة الأرجو بطل الإغريق في الملاكمة ويدعى بولوديوكيس وهو نجل ليدا فلما سمع كلام أموكوس وغطرسته، ثارت ثائرته وجاش قلبه حقدا على ذلك المغرور الذي تحدي جميع الأبطال، وبطش بكل من تقدم لملاكمته، في غير رحمة ولا شفقة. فنزل إلى البر وسعى إلى الملك قائلا: «اختصر الحديث يا هذا فإني على أتم استعداد لملاكمتك والويل لمن يصرخ أولا».
تطلع الملك إلى البطل المقبل، وأخذ ينظر إلى ذلك الشخص الذي سخر من تحديه، كأنما يزن قوته ويبحث في جسم غريمه عما جعله يقدم على قبول النزال بتلك الجرأة التي لم يعتدها فيمن
سبقوه.. ولكن بوديوكيس لم يأبه لنظراته ولم يعره إي اهتمام ، وما أن غادر الأبطال السفينة ووطئوا اليابسة حتى احتل المتلاكمان أماكنهما، الواحد تجاه الآخر، وجاء أحد عبيد الملك بزوجين من قفازات الملاكمة، وألقى بهما على الأرض بين الغريمين ، فقال أموكوس لخصمه، اختر لنفسك القفاز الذي يروقك، فإنني لا أريد ضياع الوقت في الاقتراع على القفازات".
ابتسم بولوديوكيس ابتسامة هادئة، ثم التقط القفاز القريب منه وترك أصدقاءه وكذلك فعل الملك، ثم بدأت الملاكمة، فهجم الملك على الإغريقي كالموجة العاتية، فيحاول بولوديوكيس أن يتفادى منها بأقصى صعوبة، ولم يترك لغريمه فسحه من الوقت يستطيع فيها أن يأخذ نفسه..
كان بولوديوكيس مر العود صلب المكسر، فسرعان ما اكتشف موطن الضعف في خصمه وأخذ يمطره وابلا من اللكمات التي لم يستطع تحاشيها، غير أن الملك كان لا يترك فرصة، دون أن ينتهزها، ومن ثم كانت الفكوك تترنح تحت وطأة اللكمات، ولم يكف الطرفان عن الملاكمة إلا بعد أن أخذ التعب منهما كل مأخذ، وراحا يلهثان من شدة التعب، فاضطر كل منهما إلى أن يتنحى جانبا ليستريح ويجفف عرقه.
مضت فترة وجيزة، استأنف البطلان بعدها الملاكمة فأخت اللكمات تنزل تباعا دون إبطاء، وكان من العسير حسم النزال، لولا أن أموكوس أخطأ رأس غريمه، وجاءت الضربة على كتفه، على حين هوى عليه بولوديوكيس بضربه قاضية خلف أذنه، هشمت عظام رأسه، فخر على ركبتيه يترنح وهو يصرخ من شدة الألم.
صاح ملاحو الأرجو صيحة الفرح لانتصار رفيقهم على ذلك الجبار، بيد أن قوم البيبروكيين اقبلوا لمساعدة ملكهم، وانقضوا على بولوديوكيس بهراواتهم ورماحهم، فلم يقف زملاؤه كتوفي الأيدي، بل انبروا بهراواتهم بالسيوف وأعملوا فيهم التقتيل والتنكيل، فلم يسع البيبروكيين إلا أن يطلقوا العنان لأقدامهم يسابقون بها الريح، ملتمسين النجاة في مخابئ بلادهم، فلما رأي الأبطال هزيمة هؤلاء الجبناء الرعاديد، دخلوا حظائرهم واستولوا على قطعان الماشية والأغنام وأمضوا الليل على الشاطئ بقرب سفينتهم، يضمدون جراحهم ويقدمون الذبائح للآلهة، وقضوا ساعات الدجى يحتسون الخمر المعتقة ويأكلون من الشواء الشهي.

## فينيوس والطيور الملعونة
أقبل الفجر فوضع نهاية لوليمتهم، وصعد الأبطال على ظهر السفينة يحملون إليها قطعان الماشية والأغنام التي غنموها، وما أن تنفس الصبح حتى كانت الأرجو تشق اليم بقوة سواعد الأبطال، حتى بلغوا بلاد بيثونيا التي كان يقطن فيها فينيوس Phinius بن البطل أجينور Agenor وكان فينيوس هذا قد حلت به مصيبة ما بعدها مصيبة، وسببها أنه سخر من هدية النبوءة التي منحه إياها أبوللو، فأصابه العمى في شيخوخته، ولو وقفت المصيبة عند هذا الحد لهانت ولأمكنه أن يطيقها في غير تذمر، ولكن الأدهى، أنه كلما أراد أن يتناول طعامه، كانت تنقض عليه طيور متوحشة شريرة شبيهة بالساحرات، وكانت تدعى باسم هاربييس، فكانت تلتهم ما أمامه من طعام فلا تبقي له إلا القليل، ويا ليتها تتركه صالحا للأكل، بل تلوثه وتدنسه بطريقة تجعل النفس تعاف تناوله.
ظل فينيوس يعاني الأمرين من العمى والطيور الملعونة حتى وهن جسمه ونحل عوده وأصبح هيكلا من العظام، ولم يكن له في الدنيا سوى أمل واحد، فقد كانت نبوءة من زيوس تقول إن فينيوس يستطيع أن يتناول طعامه في هدوء لا يعكر صفوه ولا تقربه تلك الطيور اللعينة، إذا أقبل أبناء بورياس مع المجدفين الأغارقة ، ومن ثم، عندما سمع ذلك الهرم المسن بوصول سفينة الأرجو، غادر غرفته، فما أن وصل إلى بحارة الأرجو حتى سقط من الإعياء والتعب على الأرض.
عندما أبصر الأبطال ما حل بزائرهم، التفوا حوله وقد هالهم منظره، فلما سمعهم حوله، استجمع قواه، وتحدث إليهم متوسلا بقوله: «أيها الأبطال الأشراف، أستحلفكم بالآلهة العظام، أن تساعدوني لو كنتم حقا أولئك الذين تنبأت بهم النبوءة، إن ربة الانتقام لم تجردني من ناظري فحسب، بل سلطت علي كذلك طيورا لعينة تحرمني طعامي، واعلموا أنكم لن تقدموا معونتكم لأجنبي، فأنا إغريقي مثلكم ومن مواطنيكم.. أنا فينيوس بن أجينور، وكنت فيما مضى ملكا على تراقيا وابنا يورياس اللذان يجب أن يكونا شريكين لكم في ذلك المسعى، واللذان يتحتم عليهما إنقاذي».
وما أن أيم فينيوس كلامه حتى ارتمى زيتيس بن يورياس بين ذراعيه وأخذ يقبله في شوق، ووعده بأن يقوم هو وشقيقه بتخليصه من الطيور التي توشك أن تقضي على حياته، ثم أعد الأبطال له وليمة حافلة بشتى صنوف الطعام، بيد أنه ما كاد يلمس الطعام حتى انقضت الهاربييس هابطة من السماء، وهجمت على الطعام تلتهمه في جشع زائد حتى أتت على ما في الصحاف، فصاح الأبطال صياحا عاليا، ولكنها لم تبدي لهذه الصحاف التفاتا، بل ظلت تأكل كأن لا شئ يحدث.. ثم طارت من حيث أتت بعد أن خلفت وراءها رائحة كريهة جدا.
اقتفي زيتيس وكاليس أثر الطيور، شاهرين سيفيهما، وقد أعارهما زيوس أجنحة كبيرة قوية، وهذا ما كان في أمس الحاجة إليه لأن الهاربييس كانت تطير في سرعة كبيرة جدا.فظلا يتعقبانها، وكاد يمسكان بها ويقضيان عليها، لو لم تظهر في الجو فجأة ايريس Iris رسولة زيوس وخاطبت البطلين قائلة: «أي ولدي بورياس، يجب ألا تقتلا الهاربييس، ولكن أقسم لكما، أن هذه الطيور لن تزعج ابن أجينور أبدا منذ هذه اللحظة».
عندئذ كفا زيتيس وكاليس عن مطاردة الطيور، وعادا أدراجهما إلى السفينة.. في نفس تلك الفترة كان الأبطال الأغارقة يبذلون جل اهتمامهم نحو فينيوس العجوز، فأعدوا له وليمة ودعوه إليها حيث الطيور مشغولة بمطارديها، فراح الشيخ يأكل في نهم زائد من الطعام النظيف الوافر.
أقبل الليل، فأوقد الأبطال المشاعل، وجلسوا يتحادثون مع الملك انتظارا لرجوع ابنا يورياس، واعترافا بفضل الأبطال، أخذ فينيوس يتنبأ لهم بنبوءة ويسدي إليهم النصح بما يجب عليهم أن يفعلوه فقال: "ستصلون أولا وقبل كل شئ إلى سومبليجاديس في مضايق بحر يوكسيني، إنهما جزيرتان صخريتان لا ترتكزان إلى قاع المحيط، بل طافيتان على مياهه.. وكثيرا ما يجرفهما التيار فتقتربان بعضهما من بعض، وعندئذ يرتفع تيار الماء بينهما إلى ارتفاع شاهق، فإذا أردتم أن تتجنبوا تحطيم سفينتكم وهلاككم، فعليكم أن تجدفوا خلالهما بسرعة اليمام، ثم تصلوا إلى بلاد المارياندوني التي تفخر على جميع البلاد بأنها مدخل العالم السفلي، ولسوف تمرون بجبال كثيرة داخلة في البحر، وبأنهار وسواحل عديدة، وبأمة الأمازونيات وبلاد الخالوبيس الذين يستخرجون الحديد من باطن الأرض بتعبهم وبكدهم، وأخيرا ستذهبون إلى ساحل خولكيس حيث يصب نهر فاسيس الواسع في البحر، وسترون معقل الملك أيتيس حيث تجدون الأفعوان الضخم الذي يسهر ليل نهار على الجرة الذهبية المعلقة على أغصان إحدى أشجار البلوط، ليحرسها من أيدي المعتدين.
لم يستطع الأبطال إخفاء رعبهم وهم يصغون إلى الشيخ المسن، وما كادوا يوجهون إليه بعض الأسئلة حتى هبط ابنا يورياس بينهم فأشاعا السرور في قلب الملك والأبطال بإعلانهما رسالة ايريس.

## أثينا تنقذ الأبطال من الموت
ودع فينيوس محرريه الأبطال بنفس تفيض بالشكر الجزيل، وتمنى لهم حظا سعيدا، ثم تركه الفرسان وأقلعوا بسفينتهم عبر الخضم المترامي الأطراف إلى مغامرة جديدة، وبينما الأبطال يجدفون بعزيمة وقوة، إذ بصوت رعد قاصف يصم الآذان يصل إلى مسامعهم.. كان ذلك الصوت هو زئير السومبليجاديس، فوقف تيفوس مدير الدفة، كما وقف يوفيموس في مكانه حاملا يمامة في يده اليمنى، لأن فينيوس كان قد أخبرهم أنه لو طارت يمامة بسلام من بين الصخور، فإنهم يستطيعون أن يمروا بالمضيق آمنين، فترك يوفيموس اليمامة تطير، وأخذوا يراقبوها، مرت اليمامة طائرة ولكن الصخرتين كانتا تقتربان من بعضهما وارتفعت الأمواج في المضيق، ثم إذا بالصخرتين تلتقيان وتطبقان على ريش ذيل اليمامة، ولكنها مع ذلك مرت دون أن صيبها أذى، ومن ثم شجع تيفوس المجدفين بصوت مرتفع أن يسرعوا في التجديف بكل ما أوتوا من قوة.
انفصلت الصخرتان، فإذا بالتيار الجارف بينهما يسحب السفينة في اندفاعه، فكان الأبطال عندئذ مهددين بالهلاك من كل جانب، ثم أقبلت موجة قوية تجاههم، عندئذ أمرهم تيفوس بالكف عن التجديف، فمرت الموجة العنيفة أسفل السفينة، وإذا بالسفينة تُحمل فوق الصخرتين وهما تقتربان لتطبقا الواحدة على الأخرى.. فضغط المجدفون بقوة على المجاديف، ثم حملتهم الدوامة من جديد وهبطت بهم إلى أسفل بين الصخرتين حتى كادت السفينة تتحطم، إلا أن الربة أثينا، حامية البحارة الأبطال، أقبلت بسرعة دون أن يراها أحد، ودفعت السفينة إلى الأمام، فأنقذت الأبطال من الهلاك والسفينة من التحطيم المؤكد، فمرت السفينة بسلام ولم تصب بسوء إلا في طرف ذراع الدفة.
كادت السفينة أن تتحطم وأيقن الأبطال أنهم هالكون لولا تدخل الربة أثينا، فلما أبصر الأبطال الشمس تضئ في السماء، ورأوا البحر الفسيح أمامهم مرة أخرى، ذرفوا دموع الفرح وراحوا يستنشقون الهواء في عمق، إذ أحسوا كأنهم قد صعدوا من العالم السفلي وكتبت لهم أعمار جديدة..
استمر الأبطال في إبحارهم بعزيمة لا تعرف الملل أو التعب، ومرض تيفوس مدير الدفة المخلص، ثم اشتد به المرض ومات، فحزن الأبطال حزنا شديدا، حتى أفاقوا من غشيتهم وأخذوا يعدون العدة ليدفنوه في شاطئ قريب، فأرسلوا سفينتهم على أول يابسة ظهرت أمامهم، وخرجوا بالجثة إلى البر فواروه بالتراب، ثم ركبوا السفينة واختاروا أقدرهم في فن القيادة ليحل محل تيفوس في قيادة الدفة، ولم يكن هذا سوى البطل الشجاع أنكايوس ولكنه رفض أن يقوم بمهام ذلك المنصب، حتى أقبلت الربة هيرا وملأته بالشجاعة والثقة، فقبل بعد تردد، واحتل مكانه عند الدفة وقاد السفينة كما كان يفعل تيفوس من قبل، قاد أنكايوس السفينة بمقدرة وكفاية، ثم شقوا طريقهم صوب البحر.
وبعد عدة مغامرات أخرى في البحر وصل الأبطال إلى شاطئ جزيرة أرتيا المرتفع عن البحر، فوجدوا هناك أصدقاء ورفقاء لو يكونوا يتوقعون رؤيتهم، فما كادوا يصلون إلى الجزيرة ويتقدمون بضع خطوات حتى أقبل إليهم أربعة من الشبان في ملابس رثة بالية، يدل مظهرهم على احتياجهم الشديد إلى كل شئ، فتقدم أحدهم وقال: «سادتي الأمجاد أيا كنت شخصياتكم، نرجو أن تساعدوا قوما تحطمت سفينتهم، وبرح بهم الجوع والعري كما ترون».
وعد جاسون أولئك الشبان بأن يقدم لهم الطعام واللباس وسألهم عن أسمائهم ونسبهم وموطنهم، فأجاب الشاب: «لابد أنكم قد سمعتم عن فريكسوس بن أثاماس، إنه هو الذي حمل الجرة الذهبية إلى كولخيس، لقد زوجه أييتيس كبرى بناته، إننا أبناؤه، واسمي أرجوس.. لقد مات أبونا فريكسوس منذ مدة قصيرة، وإطاعة لرغبته عندنا وافته المنية، ركبنا البحر بحثا عن الكنوز التي تركها في مدينة أورخومينوس».
استأنف الشبان حديثهم وراحوا يقصون على مسامع بحارة الأرجو كيف تحطمت سفينتهم في عاصفة شديدة، وكيف وصلوا إلى هذه الجزيرة وهي جزيرة من يلتجئ إليها جائع وضائع ووصفوا الأبطال ما لاقوه فيها من البؤس والحرمان. رثى الأبطال لحال الشبان وأعلموهم بأمرهم، وما هم قدموا من أجله، وطلبوا منهم الانضمام، فلم يتردد الشبان قط، وأبدوا استعدادهم لمرافقتهم في رحلتهم.
بعد ذلك أقام الأبطال وليمة فاخرة للشبان الجياع، ولما أصبح الصباح ركب الجميع السفينة، واستمرت الأرجو في رحلتها لا يعكر صفوها أمواج ولا رياح، وبعد أن جدفوا يوما وليلة، رأوا جبال القوقاز الشامخة، وصلت الأرجو في نفس الليلة إلى مصب نهر فاسيس، فأنزل الأبطال حبال السفينة، وكان على يسارهم جبال القوقاز العالية، وكوتا عاصمة كولخيس، وعلى يمينهم قبر أريس المقدس حيث الأفعوان الضخم ذو العيون الحادة التي لا تغفل عن حراسة الجرة الذهبية المعلقة على الأغصان المورقة لإحدى أشجار البلوط.
تقدم جاسون إلى جانب السفينة وهو يحمل في يده كأسا ذهبية مملوءة خمرا، وقدم سكيبة للنهر وإلى الأرض الأم، وإلى أرباب ذلك القطر وإلى الأبطال الذين قضوا نحبهم أبان الرحلة، وتوسل إليهم جميعا أن يمنحوه المساعدة القيمة، ويراقبوا مراسي السفينة.
عندما ألقوا مراسيهم وثبتوا السفينة إلى الشاطئ، قال مدير الدفة: «ها قد وصلنا سالمين إلى كولخيس، وحان الوقت الآن لنقرر هل يجب علينا أن نبدي رغبتنا إلى الملك أييتيس بطريقة ودية، أو نلجأ إلى طرق أخرى للحصول على ما قدمنا من أجله؟». فقال الأبطال المتعبون: «غدا، نستطيع أن نفعل ما نريد». فصاح جاسون بإلقاء المراسي في أحد الخلجان الظليلة في النهر، ثم راحوا في سبات عميق، ولكن راحتهم لم تطل إذ سرعان ما أقبل الفجر فأشرق عليهم وأيقظهم.

## جاسون في قصر أييتيس
جاء الصباح، فتشاور الأبطال فيما بينهم عما سيتبعونه، فنهض جاسون وقال: «أيها الأبطال العظام، أنني أسدي إليكم رأيا لو عملتم به لعشتم في سلام ، ولتجنبتم اللجوء إلى السلاح، سأتوجه أنا وأبناء فريكسوس واثنان من الزملاء إلى قصر الملك أييتيس، ولسوف أحاول أولا طرق باب الكياسة والود، واطلب منه أن يعطينا الجرة الذهبية، ولو أنني لا أشك إطلاقا في أنه من فرط ثقته بقوته، سيرفض الطلب.. ولكننا بهذه الطريقة سنعلم من شفتيه ماذا يجب علينا أن نفعل، فقد يكون لكلامنا أثر طيب في نفسه».
لقيت هذه الكلمات موافقة من جميع الأبطال، ومن ثم حمل جاسون في يده عصا السلام، وغادر السفينة بصحبة أبناء فريكسوس وزميليه تيلامون وأوجياس.. كانت مدينة كولخيس زاخرة بالسكان، وحماية لجاسون وصحبه من بطشهم ومن شكوك الملك أييتيس، لفت هيرا- حليفة البحارة- المدينة في غلالة كثيفة من الضباب، طالما كان الأبطال في طريقهم إلى القصر، حتى إذا ما بلغوه، تبدد الضباب وصفا الجو كأن شيئا لم يحدث.
وقف جاسون ومن معه في ساحة القصر.. فعبروا عتبة الساحة الأمامية في صمت وهدوء، من هذه الساحة دخل الأبطال إلى الساحة الوسطى المنبسطة إلى اليمين واليسار، مؤدية إلى مسالك وحجرات، وفي الجهة المقابلة مباشرة كان الجناحان الرئيسان للقصر، أحدهما مسكن الملك أييتيس، والآخر مسكن ابنه ابسورتوس، أما باقي الحجرات فكانت للخدم ولابنتي الملك: خالكيوبي وميديا.. وكانت ميديا صغرى الابنتين، ومن النادر جدا أن ترى هنا أو هناك، لأنها كانت تقضي معظم وقتها في معبد هيكاتي إذ كانت كاهنة ذلك المعبد، لكن تلك الليلة كانت ميديا في القصر، فما كادت ميديا تخرج من حجرتها وهي في طريقها إلى حجرة شقيقتها، حتى أبصرت فجأة الأبطال الأغارقة وحينها أرسلت صرخة مدوية في القصر، وأسرعت إليها شقيقتها خالكيوبي.. ثم إذا بخالكيوبي نفسها تصيح صيحات الفرح والسرور، وترفع يدها إلي السماء شكرا وحمدا، لأنها عرفت من بين الأبطال، أولادها الأربعة أبناء فركسوس، وفي نفس الوقت ارتمى الشبان في أحضان والدتهم قي شوق جارف، وظل خمستهم يبكون في حرقة وسرور إذ اكتمل شملهم من جديد.
ميديا وأييتيس
كان الملك أييتيس في مخدعه مع زوجته إيديا، فسمع أصوات الفرح والبكاء في البهو، فخرج هو وزوجته يستطلعان الأمر، فوجدا الساحة الأمامية قد امتلأت بالصخب. ارتفع إروس عاليا في الجو، دون أن يراه أحد وانتقى سهما جلابا للآلام، ثم هبط إلى الأرض وجلس خلف جاسون، وأعد قوسه وصوب السهم إلى ميديا.. فانطلق يطير في الفضاء بسرعة دون أن يراه أحد ولا حتى ميديا نفسها، واخترق القوس صدرها، وكانت من وقت إلى آخر، تأخذ نفسها عميقا كمن يعاني آلام مرض، وصارت بعد ذلك تسدد نظرات جانبية إلى جاسون الذي بدا لهم، شابا يافعا طويل صلب العود، أنيق، مفتول الساعدين، فأحست عينيها تغرقان في صفاء عينيه، فوسط كل هذه الفوضى التي سادت الساحة، لم يلحظ أحد ما كان يجري في أعماق قلب ميديا، ولكن الجميع كانوا مشغولين.
جلس حفدة الملك أييتيس إلى جانبه على المائدة، وإبان الوليمة أخذوا يقصون عليه كيف تحطمت سفينتهم، وماذا ألم بهم من مصائب ومتاعب، وجوع وعري، وكيف ساعدهم هؤلاء الأبطال الأمجاد ثم جرهم الحديث إلى التعرض لشخصيات الأغراب، فبدأ الملك يتحرى من يكون هؤلاء؟ فخفض أرجوس صوته وهمس إلى جده قائلا: «لن أخفي عنك الأمر يا جدي فقد جاء هؤلاء الأبطال من بلاد الإغريق البعيدة، وقاسوا المتاعب والأهوال، وتعرضوا للمخاطرة عدة مرات، ليطلبوا منك الجرة الذهبية التي لفريكسوس أبينا.. إن ملكا يريد أن يسلبهم ممتلكاتهم، وينفيهم خارج بلادهم، قد بعثهم في هذه المخاطرة الجسيمة آملا ألا ينجوا من غضب زيوس وانتقام فريكسوس. إن أثينا نفسها قد ساعدتهم في بناء سفينتهم التي من النوع الذي لا يستخدم في كولخيس، وقد اجتمع على ظهر تلك السفينة عدد غفير من أبطال الأغارقة». ثم ذكر لأييتيس أسماء البحارة واحدا واحدا.
فلما سمع الملك هذه الأنباء، غلى غضباً، وحنق على حفدته لأنه اعتقد أنه بواسطتهم جاء هؤلاء الأغراب إلى ساحة قصره.. كانت النيران تشتعل في عينيه، ثم انفجر بصوت مرتفع: "إليكم عني واغربوا من أمام وجهي أيها الكذابون المتآمرون، إنكم لم تحضروا إلى هنا بحثا عن الجرة، ولكن سعيا وراء عرشي وصولجاني، لولا أنكم ضيوفي وعلى مائدتي لنكلت بكم شر تنكيل.
كان تيلامون بن أياكوس أقرب الجالسين إلى الملك بعد حفدته، فسمع كلامه، فاستشاط غضبا ونهض من مكانه ليرد على الملك بألفاظ أشد عنفا، ولكن جاسون أمسك به وأخذ يجيب هو في صوت هادئ: "هون عليك واملك زمام نفسك يا أييتيس، فإننا لم نجئ إلى مدينتك لنسلبك ملكك، فمن من الناس يكابد متاعب مثل هذه الرحلة عبر البحار المملوءة بالأخطار الجسام من أجل الاستحواذ على ممتلكات فرد آخر؟ إن ما أرغب فيه قد أملاه علي القدر بأمر من ملك شرير، فلتمنحنا ما نطلب ليس إلا، وبفعلك هذا ستعترف لك جميع بلاد الإغريق بجميلك وبفضلك.
هكذا تكلم جاسون لكي يرضي أييتيس الغضب، ولكن الملك لم يكن قد وصل إلى قرار بعد، هل يأمر بقتلهم، أو يطلب منهم أولا إظهار قواهم؟ وبعد تفكير تراءت له فكرة، فأجاب في هدوء: "لمَ كل هذه العروض التي أعدها ضربا من الجبن؟ إذا كنتم حقا أبناء الآلهة، ولا تطمعون في
ممتلكات الغير، فخذوا الجرة الذهبية، فأنا لا أمنع عن الأبطال شيئا، ولكن أولا وقبل أي شئ، يجب عليكم أن تنجزوا مهمة أقوم أنا بها برغم أنها تتضمن خطرا كبيرا، فلدي ثوران يرعيان في حقل أريس، حوافرهما من البرونز، وتنبعث من أنفيهما ألسنة من اللهب، إنني استخدمهما في حرث الأرض الصلبة، وبعد تقليب تربتها، لم تبذر الأرض حبوب ديميتير الصفراء، بل أنياب أفعوان ضخم، فينبت منها محصول من الرجال يخرج لمهاجمتي من كل جانب، بيد أنني اقتلهم جميعا، إنني أضع النير على رقبة الثورين في الفجر الباكر، فلا يأتي المساء حتى أكون قد استرحت من حصادي.. فيوم تقومون بما أقوم به أنا، تستطيع أيها القائد أن تأخذ الجرة الذهبية معك إلى مملكتك، ولكنك لن تستطيع الحصول عليها قبل ذلك".
جلس جاسون صامتا في مكانه دون أن يكون حدد رأيه، ثم أعمل فكره بسرعة وأجاب: «حقا إنها لمهمة جدا شاقة، ومع ذلك فسأقوم بها مع علمي بأنني سوف ألقى حتفي أثناء انجازها، ولكن المرء لا يستطيع أن يلتقي بما هو أسوأ من الموت، وعليه فسأطيع القضاء الذي أرسلني إلى هذا المكان».
فأجاب الملك: «حسنا أيها الشاب، اذهب الآن إلى رجالك وفكر مليا في الأمر، فإن أردت التنحي عن هذه المهمة، فاتركها لي وارحل مع رفاقك عن بلادي».

## نصيحة أرجوس ومساعدة ميديا للبحارة
نهض جاسون والبطلان اللذان رافقاه من مقاعدهم، ولم يتبعه سوى واحد فقط من أبناء فريكسوس وهو أرجوس.. وبينما كانت ميديا تعاني العذاب عندما تتصور ذلك المصير السيئ الذي ينتظر من استولى على فؤادها بهذه السرعة ودون سابق إنذار.
كان الأبطال في طريقهم إلى السفينة، وقد أخذ أرجوس يتحدث إلى جاسون بقوله: «رفيقي العزيز، لابد لي من إبداء النصيحة لك، إنني أعرف فتاة ذات خبرة واسعة ومهارة فائقة في صناعة السحر، وقد تعلمت ذلك الفن عن هيكاتي ربة العالم السفلي، فلو استطعنا أن نستميلها إلى جانبنا، فإني على يقين من أنك ستخرج من المعركة منتصرا، فإن وافقتني على هذا الرأي، ذهبت إليها وحاولت الحصول على رضاها بما فيه مصلحتنا». فقال جاسون: «لك أن تذهب إذا شئت، فلا أمنعك من ذلك.. ولكن ما أشقى رحلتنا، لو كانت تعتمد على النساء!».
أخذ أرجوس يقنع جاسون بأن لا ضير عليهم إذا استعملوا طرقا غير طرق القوة ة والشجاعة، ووصلا إلى رفاقهما في السفينة، فقص عليهم جاسون ما عرضه الملك عليه، وكيف وعده بإنجاز تلك المهمة، فجلس الأصدقاء يتبادلون وجهات النظر، وأخيرا نهض بيليوس وقال: «لو كنت تعتقد أنك قادر على إنجاز ما وعدت به، فأعد نفسك للأمر، أما إذا لم تكن واثقا كل الثقة من النتيجة، فابتعد ولا تتوقع من هؤلاء الرجال أن يساعدوك، فلن يدخر لهم غير الموت».
وقام أرجوس قائلا: «لا حاجة بنا إلى خوض طريق الأخطار، فإنني أعرف شخصا خبيرا بالسحر، إنها خالتي شقيقة والدتي، دعوني أذهب إلى أمي وأطلب إليها أن تحدث شقيقتها على أن تنضم إلينا حتى يكون النصر حليفنا، وإلا فلا فائدة من قيام جاسون بالمهمة التي وعد بإنجازها».

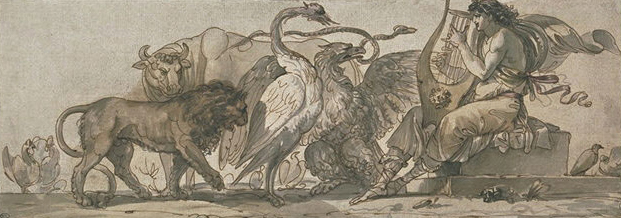
أفاريوس تسحر الحيوانات مع صوت القيثارة.

ما كاد أرجوس ينهي حديثه حتى منحتهم السماء علامة تبين لهم مآلهم، إذ أقبلت يمامة يقتفي أثرها صقر كاسر، فهبطت إلى حجر جاسون تحتمي به من مطاردها، على حين تراجع الطائر المفترس إلى الخلف وسقط على سطح السفينة قريبا من الدفة.. عندئذ تذكر أحد الأبطال النبوءة التي تنبأ بها فينيوس، من أن أفروديتي سوف تساعدهم في العودة إلى وطنهم، ومن ثم وافق الجميع أرجوس على اقتراحه ما عدا البطل إيداس بن أفاريوس. بعد رفض إيداس للفكرة وافقه كثير من الأبطال ولم يؤيدوا خطة أرجوس، ولكن بالرغم من ذلك عضد جاسون اقتراح أرجوس ومشورته، فربطوا السفينة إلى الشاطئ، وانتظروا عودة رسولهم.
ذهب أرجوس إلى أمه، وأخذ يتوسل إليها، أن تحث شقيقتها على أن تقوم بمساعدة جاسون ضد كيد أييتيس، فامتلأ قلب خالكيوبي بالشفقة نحو الأغراب، ورحبت بمطلب ابنها بالتوسط لدى ميديا لمساعدة الأبطال.
كانت ميديا قد عزمت على أن تذهب إلى جناح شقيقتها وتخبرها بما تشعر به تجاه جاسون لكنها أثناء ذهابها وهي واقفة في بهو القصر، ترددت في أن تصارح أختها بما تكتمه في صدرها، ورجعت إلى حجرتها مرة أخرى، أثناء ذلك رأتها إحدى خادماتها وهي على هذه الحالة المذرية، فذهبت إلى خالكيوبي وأخبرتها بما رأته من حال ميديا، فأسرعت خالكيوبي إلى غرفة شقيقتها، فوجدتها تضع كفيها على خديها، والدموع تنهمر من عينيها، فهالها أن ترى أختها ميديا على هذه الحالة، وسألتها باهتمام: «ماذا حدث يا أختاه؟ أي حزن هذا الذي يعذب روحك كل هذا العذاب؟ إنني لا أقوى على احتمال أن أراك على تلك الصورة من الكآبة والحزن؟».
أحمر وجه ميديا عند سماعها أسئلة شقيقتها، وألجم الخجل لسانها فلزمت الصمت، وبعد عدة محاولات للكلام شجعها حبها أن تتكلم وتروح عن نفسها، فقالت في مكر ودهاء: "أي خالكيوبي، إن قلبي لينفطر حزنا وألما على مصير أبنائك، إن أخوف ما أخافه أن يقتلهم أبونا عم والأبطال الغرباء، لقد أنبأني بهذا حلم أرقني، فأحزن فؤادي واكتأبت له نفسي.
ووقعت هذه الألفاظ على نفس خالكيوبي، موقع السهام، وتملكها خوف وذعر، قالت: "لقد أتيت من أجل هذا الأمر، فقد شغل بالي منذ أن طلب أبي من جاسون أن يضع النير على الثورين المتوحشين، وإني لأتوسل إلك يا ميديا أن تمدي لنا يد المساعدة ضد أبينا الذي أصبح قلبه كالصخر.. وبعد أن تفوهت بهذه الألفاظ، أمسكت بركبتي ميديا بيديها ودفنت رأسها في حجرها، تبكي وتنتحب، فاختلطت دموع الشقيقتين.
نهضت ميديا من فراشها، وجففت عينيها، وقالت: "لمَ تتحدثين عن ربات القدر أيتها الأخت العزيزة؟ إنني أقسم لك بحق السماء والأرض، إنه يسعدني أن أقوم بالمساعدة، غير مدخرة أي مجهود في سبيل إنقاذ أولادك، فإنه ليعز علي جدا أن يصاب أبناؤك بسوء كما لو كانوا أبنائي
تماما غدا في الصباح الباكر، سأذهب إلى معبد هيكاتي، وهناك سأعد للغريب سحرا يروض له الثورين ويجعلهما أليفين طوع أمره".
فتركت خالكيوبي حجرة أختها، وانطلقت إلى حجرتها حيث كان أبناؤها في انتظارها، تزف إليهم البشرى وتعدهم بمساعدة ميديا لهم في شخص جاسون.

## جاسون وميديا

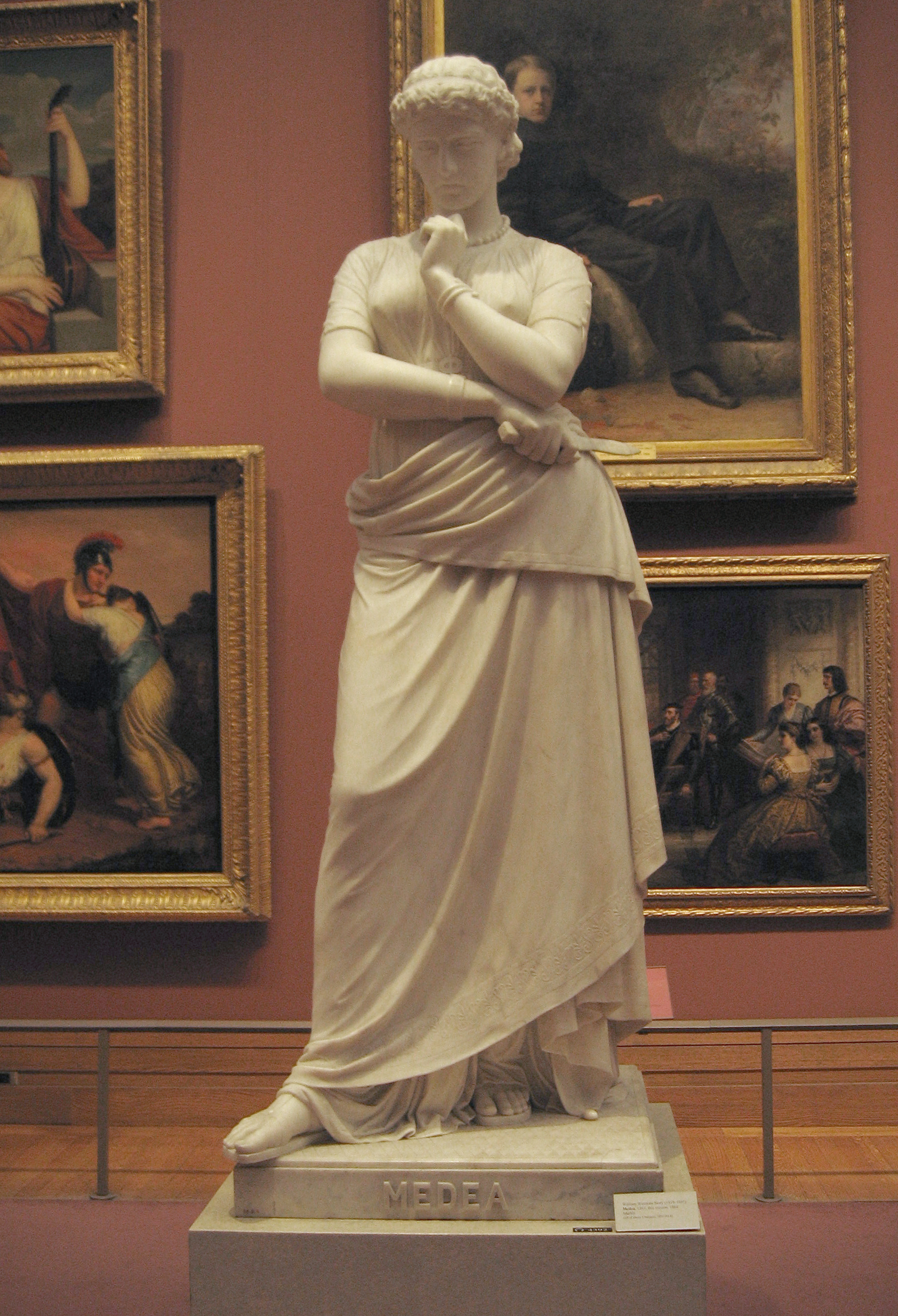
تمثال ميديا.

أسرع أرجوس برسالته إلى السفينة ، وما كاد الفجر ينبثق نحيلا في صدر السماء، حتى قفزت ميديا من فراشها، فمشطت شعرها، وارتدت أجمل ثيابها، وتزينت بحليها وجواهرها.. وبينما كانت الخادمات يقمن بإعداد العربة، أخذت ميديا من صندوقها مرهما كانوا يطلقون عليه اسم «زيت بروميثيوس»، كان كل من يدلك جسمه بهذا الزيت بعد تقديم الصلاة لربة العالم السفلي، لا تؤثر في جسمه السيوف طيلة ذلك اليوم، ولا تستطيع نار مهما بلغت شدة سعيرها أن تحرقه أو حتى تجعله يشعر بأقل حرارة، كما أنه يؤتى من القوة ما تمكنه من هزيمة أي عدو.
أُعدت العربة وأحضرتها الخادمات، فأسرعت ميديا باعتلائها، ولما عبرت الحقل الفسيح، ووصلت إلى المعبد، قفزت في خفة من العربة، وبينما أخذن الفتيات يتفرقن في المعبد، أقبل أرجوس وصديقه جاسون.. وفي الوقت نفسه كانت ميديا تنتظر في المعبد مع خادماتها.
لم يمضي وقت طويل حتى أقبل جاسون ودخل المعبد ممشوقا جميلا، وأظلمت الدنيا أمام ناظريها، وإذا بالدماء الساخنة تصعد إلى خديها تجعلها كالورود الناضرة الجميلة، وعندئذ تركتها خادماتها وانصرفن يتوارين في شتى أنحاء المعبد، فظل الفتى مع ابنة الملك مدة طالت دون أن يشعرا وهما يواجهان بعضهما البعض في صمت وسكون.
كان جاسون هو البادئ بقطع ذلك الصمت الطويل فسألها قائلا: «لمَ تخافينني وقد صرت الآن وحدي معك، لا تخجلي أو تترددي في أن تبوحي بما يأمرك به قلبك، ولا تخدعيني بكلام معسول، فقد حضرت كمتضرع أطل التعويذة التي وعدت شقيقتك بأنك ستعطينني إياها».
تركت ميديا جاسون يتم كلامه، ثم نظرت إليه نظرة تنم عما يكنه فؤادها من حب وغرام وتزاحمت الألفاظ عند شفتيها، ومن ثم اكتفت بإخراج الصندوق الصغير من طياته المعطرة، وقدمته إليه، وقالت له: "انتبه إلي، فسأخبرك ماذا يجب عليك أن تفعل، بعد أن يعطيك أبي أسنان الأفعوان المخيف لتزرعها، استحم في مياه النهر، وارتدي ملابس سوداء، واحفر في الأرض حفرة مستديرة وألق بداخلها كومة من الحطب، ثم أذبح نعجة صغيرة السن، وأحرقها إلى أن تصير رمادا. بعد ذلك قدم سكيبة من العسل لهيكاتي، ساكبا إياها من كأسك، ثم اترك كومة النار، ولا تنظر خلفك مهما سمعت خطوات أو وقع أقدام أو نباح كلاب وإلا ضاع مفعول الذبيحة كأن لم تكن، وفي الصباح التالي ادهن جسدك بهذا الزيت السحري فيهب لك قوة عظيمة وتشعر بأنك لست من البشر ولا تساويهم في قوتهم.
ويجب عليك كذلك أن تدهن سيفك ودرعك، وعندئذ لا يستطيع أي لهيب تنفثه النيران السحرية أن تؤذيك أو تقاوم هجماتك، واعلم أن هذا المفعول لا يدوم إلا يوما واحدا، ولكني مع ذلك سأقدم لك معونة أخرى، فبعد أن تضع النير فوق الثيران الضخمة، وتحرث الحقل وتبذر أسنان الأفعوان، وبعد أن تخرج هذه البذور ثمارها، اقذف بحجر كبير وسط الرجال النابتين من الأرض، تجدهم يتقاتلون عليه كما تتقاتل الكلاب، وبينما يكونون منهمكين في عركهم، تستطيع أن تهجم عليهم وتبيدهم عن آخرهم.. بعد ذلك تستطيع الحصول على الجرة الذهبية وأن تأخذها معك بعيدا عن كولخيس دون أن يقف في طريقك أي معترض، وأن ترحل إلى حيث تشاء".
في ذلك الوقت، كانت الخادمات ينتظرن سيدتهن، في صمت وقلق لأن ميعاد عودتها قد فات وطال عليه الأمد، وكادت هي نفسها تنسى الذهاب إلى بيتها من فرط سرورها، إلا أن جاسون الذي كان أكثر منها حرصا، ذكرها بأن الوقت قد أزف، ومع ذلك فإنه لم يفكر في ذلك إلا متأخرا فقال: «لقد حان ميعاد الافتراق، وألا غابت الشمس ومازلنا نحن هنا، وقد يفكر الآخرون في خطة ما، فلنلتق مرة أخرى فيما بعد في نفس هذا المكان».

## جاسون ينفذ أوامر أييتيس
عاد جاسون إلى السفينة فتلقاه رفاقه متلهفين، وكأنه تبدو على وجهه سمات الغبطة والمرح.. وأخذ يشرح لزملائه كيف أعطته ميديا الدهان السحري، ثم أخرجه لهم، فاجتاح الجميع موجة من السرور والجذل ما عدا إيداس الذي انتحى جانبا يطحن أسنانه من شدة الغيظ، لأنه كان تواقا إلى القتال واختبار قوته.
ولما أصبح الصباح في اليوم التالي، أوفدوا رجلين إلى الملك أييتيس ليتسلما منه أسنان الأفعوان، ولم يتردد أييتيس في إعطائهما الأسنان، لأنه كان يعتقد تمام الاعتقاد، أن جاسون لن يتمكن بأي حال من الأحوال، أن يخرج من القتال حيا.
مر النهار ومالت الشمس إلى المغيب، فاغتسل جاسون وقدم ذبيحة لهيكاتي كما أمرته ميديا.. وعاد جاسون إلى السفينة، وما هي إلا سويعات حتى تألق الفجر. ارتدى أييتيس درعه، ووضع على رأسه خوذته، وبالرغم من أن أييتيس كان سيحضر الحفل كمتفرج ليس إلا، فقد أراد أن يظهر في كامل عدته الحربية كما لو كان هو شخصيا ذاهبا إلى القتال. أطاع جاسون تعليمات ميديا، فدهن حربته ودرعه وسيف بالزيت السحري.
جدف الأبطال حتى وصلوا بقائدهم إلى حقل أريس حيث وجدوا أييتيس وشعبه الكولخيين ينتظرونهم، فلما رست السفينة، قفز جاسون إلى الشاطئ حاملا رمحه ودرعه، فعلق سيفه على كتفه وتقدم إلى الأمام، وما أن ألقى نظرة إلى الحقل، حتى اكتشف سريعا النير موضوعا فوق التربة وإلى جانبه المحراث وسلاحه.. بعد ذلك تقدم إلى الأمام، باحثا عن آثار الثيران، ولكن سرعان ما هجم عليه فجأة وعلى حين غرة، ثوران أقبلا من الجانب الآخر، وكلاهما ينفث
النيران من أنفه، بيد أن جاسون نفسه وقف بسقيه متباعدين يرفع درعه أمامه منتظرا هجومهما، فلما وصلا إليه مسددين قرونهما، لم تستطع هجمتهما أن تزحزحه عن مكانه، هكذا زأر الثوران بصوت عالي جدا، وضاعفا من الهجمات، نافثين نيرانهما طول الوقت، لكن السحر حفظه من كل سوء وأذى وجذبه إليه بكل ما أوتي من قوة حتى سحبه إلى حيث النير الحديدي، وهنا ضرب الأقدام البرنزية، وأجبر الثور على افتراش الأرض، وبنفس الطريقة أخضع الثور الآخر.. وهنا وجد أييتيس نفسه مرغما على الإعجاب بقوة البطل الخارقة، وعلى حسب خطة، سابقة قدم له كاستور وبولوديوكيس النير، فربطه إلى عنقي الثورين بيديه.
ذهب جاسون بعد ذلك إلى حيث الخوذة التي بها أسنان الأفعوان وأمسك برمحه، واستطاع أن يجبرهما على جر المحراث، فإذا بقوتهما الهائلة، تحدث بالأرض أخاديد عظيمة، ثم سار بخطوات ثابتة وأخذ يبذر الأرض المحروثة بالأسنان، وكان بين اللحظة والأخرى يتطلع إلى الوراء ليرى: هل قد نبت حصاد رجال التنين، وهل هم يلحقون به! مضى أكثر من نصف النهار وكان الحقل كله قد تم حرثه، فلما انتهى جاسون من الحرث، رفع النير عن رقبتي الثورين، ولوح لهما بأسلحته مهددا، فجريا مذعورين عائدين من حيث أتيا، وعندئذ رجع البطل نفسه إلى السفينة إذ أن الأخاديد لم تكن قد دبت فيها الحياة بالحصاد بعد.
بعد ذلك امتلأ الحقل كله بالمحصول المطلوب، فإذا بحقل أريس كله يتلألأ بالدروع والرماح، عندئذ تذكر جاسون حيلة ميديا، فأمسك بصخرة ضخمة، وقذف بها بعيدا وسط المحاربين النابتين من الأرض.. تكالب المحاربون الذين نبتوا من حقل أريس على الصخرة، وأخذ كل منهم يقتل زميله، ومن شدة ما أصابهم من الرماح، كانوا يتساقطون فوق الأرض، ولما بلغ القتال أشده، هجم جاسون وسطهم يضربهم جميعهم، حتى امتلأت الحلبة بالدماء وغطيت أرضها بجثث القتلى والجرحى، في كل جانب.
رأى أييتيس نجاح جاسون الباهر، فغلى دمه من شدة الغيظ وتجهم وجهه وصار يزفر زفرات قوية كالبحر المضطرب، ولكنه لم يشأ أن يظهر غيظه أمام شعبه، فكظم أييتيس غيظه الدفين، وترك الشاطئ دون أن يتفوه ببنت شفة، وعاد إلى المدينة وهو لا يفكر إلا في طريق الخلاص من جاسون وفي إيذائه.
استغرقت هذه الأحداث النهار بأكمله، وأقبل الليل فخرج جاسون من ساحة القتال وقد انتصر على الثورين وجيش المحاربين انتصارا مبينا، لم تشهد البلاد له مثيلا، ثم خلع درعه وعاد إلى السفينة، وقد عم الفرح والسرور جميع الطرقات واختلطت هتافات البحارة بهتافات الكولخيين.

## ميديا تأخذ الجرة الذهبية
كان أييتيس على يقين تام من أن كل ما حدث في ذلك اليوم لم يكن في استطاعة أحد القيام به دون مساعدة ابنتيه، ورأت هيرا ملكة الأرباب، الخطر المحاط بجاسون، فملأت قلب ميديا بالهواجس والشكوك، وفي الحال أحست أن أباها قد اكتشف الحقيقة، فاحترقت الدموع تحت جفون ميديا، وضاقت الدنيا في وجهها بما رحبت.. استردد ميديا سيطرتها على أعصابها،
وصممت على الهرب.. غمرت ميديا فراشها وأبواب مقصورتها بالقبلات، ثم لمست حوائط حجرتها لآخر مرة، وقصت خصلة من شعرها ووضعتها فوق فراشها، لكي يتذكرها أبوها وأمها، وفرت ميديا من بيتها العزيز.. لم يلاحظ الحراس ميديا وهي تتسلل في ظلام الليل وسرعان ما اجتازت حدود المدينة وبلغت معبدا قريبا من طريق غير معروف، وذهبت ميديا تسعى في طريقها ثم عرجت إلى الشاطئ حيث ساعدتها النار العظيمة التي أشعلها بحارة الأرجو، فلما بلغت الشاطئ وأصبحت في مواجهة السفينة، نادت فرونتيس ابن صغرى شقيقاتها، فإذا هو وجاسون يتعرفان على صوتها ويجيبان.. بدت الدهشة على وجوه الأبطال عندما سمعوا صوتها، ولكنهم سرعان ما جدفوا للقائها والترحيب بها، وقبل أن ترسو السفينة، قفز جاسون، وتبعه فرونتيس وأرجوس.
وما أن أبصرت الفتاة حبيبها وابني أختها يهرعون إليها، حتى ركعت أمامهم وأمسكت بركبهم وهي تصيح: «أنقذوني، أنقذوا أنفسكم! أنقذوني من أبي وانتقامه! لقد أفشى سر جميع ما فعلت من أجلكم، ولا سبيل إلى عمل شئ أو الصمود أمام غضبه، هيا بنا بهرب بالسفينة قبل أن يستطيع اعتلاء ظهر جواده السريع.. سأحصل لكم على الجرة الذهبية التي قدمتم من أجلها متحملين الأخطار والمتاعب، بأن أتلو تعويذة تجعل الأفعوان الضخم الذي يحرسها يغط في نوم عميق، وأنت أيها الحبيب، أقسم لي بآلهتك وفي حضرة أصدقائك، أنك لن تنال من كرامتي عندما أصير غريبة وحيدة في بلادك».
قالت هذا والدموع تنهمر من عينيها، ولكن جاسون ربت على ظهرها بلين ورفق، وحملها واحتضنها قائلا: «أي حبيبتي! ليشهد علي زيوس وهيرا حليفة الزواج، بأنني سوف آخذك إلى بيتي كزوجتي الشرعية بمجرد عودتنا إلى بلاد الإغريق، وسوف تكونين معززة مكرمة».
أمرت ميديا المجدفين الأبطال أن يسرعوا بالتجديف بشدة حتى يبلغوا الحقل المقدس ويأخذوا الجرة الذهبية، فانطلقت السفينة، فوصلت قبل طلوع الفجر، فتركها جاسون ومعه ميديا، فمشيا بسرعة إلى أن أبصرا شجرة البلوط التي علقت على قمتها الجرة الذهبية، تتلألأ وسط الليل، وكان يجلس قبالتها أفعوان هائل لا يغمض له جفن، حاد البصر.
مد الأفعوان عنقه الطويل صوب القادمين، ثم وثب من مكانه مندفعا نحو القادمين بسرعة كبيرة، بيد أن ذلك لم يخف الفتاة، فسارت إليه في خطوات سريعة وبجرأة نادرة، منشدة صلاة جميلة اللحن بصوتها العذب، لرب النوم حتى يسلط على ذلك الأفعوان نوما يشل حركته ويغمض عينيه، فتبعها جاسون يقتفي خطواتها، وقد بدأ الخوف يتطرق إلى نفسه، ولكن التنين كان يغالبه النعاس ، حتى كومه حيث هو، فاقد الحركة والوعي، وراح يغط في سبات عميق ملء جفونه.
وبأمر من ميديا، التقط جاسون الجرة الذهبية من فوق شجرة البلوط، ثم أسرعا راجعين أدراجهما وسط الحقل الكثيف يحملان الجرة الذهبية، ينبعث منها بريق ينعكس على شعر جاسون الأشقر.
حمل جاسون الكنز المتألق فوق كتفه اليسرى، ووصلا إلى السفينة وقد بدأ الصباح يتنفس، ألتف البحارة حول قائدهم وأبدوا إعجابهم بالجرة ، واجتاحت كلا منهم رغبة ملحة في أن يلمس الجرة بيديه، ولكن جاسون لم يسمح لهم بذلك وكان بخفيها تحت عباءته.
جلست ميديا عند دفة السفينة، ووقف جاسون يقول لزملائه: «والآن يا أصدقائي الأعزاء، هيا بنا نسرع بالرحيل إلى وطننا قبل أن يطاردنا الملك الظالم عندما يكتشف أننا حصلنا على ما كنا نهدف إليه بمساعدة ابنته التي لا يمكننا أن نمجد فضلها في إنجاز مهمتنا وإنقاذ بلاد الإغريق وأبطالها، كما أنه لا يمكنا أن نوفيها حقها من التقدير وعرفان الجميل، وفي مقابل ذلك سأتخذها زوجة شرعية لي واصحبها إلى بيتي لتكون سيدته».
قال جاسون هذا، ثم قطع بسيفه الحبال التي تربط السفينة بالشاطئ، وارتدى كامل عدته الحربية متسلحا بالرمح والسيف واحتل مكانه على ظهر السفينة بالقرب من ميديا، وما هي إلا برهة حتى ضربت المجاديف السريعة الأمواج، فانزلقت السفينة إلى مصب النهر.

### فرار البحارة مع ميديا وعودتهم إلى الوطن

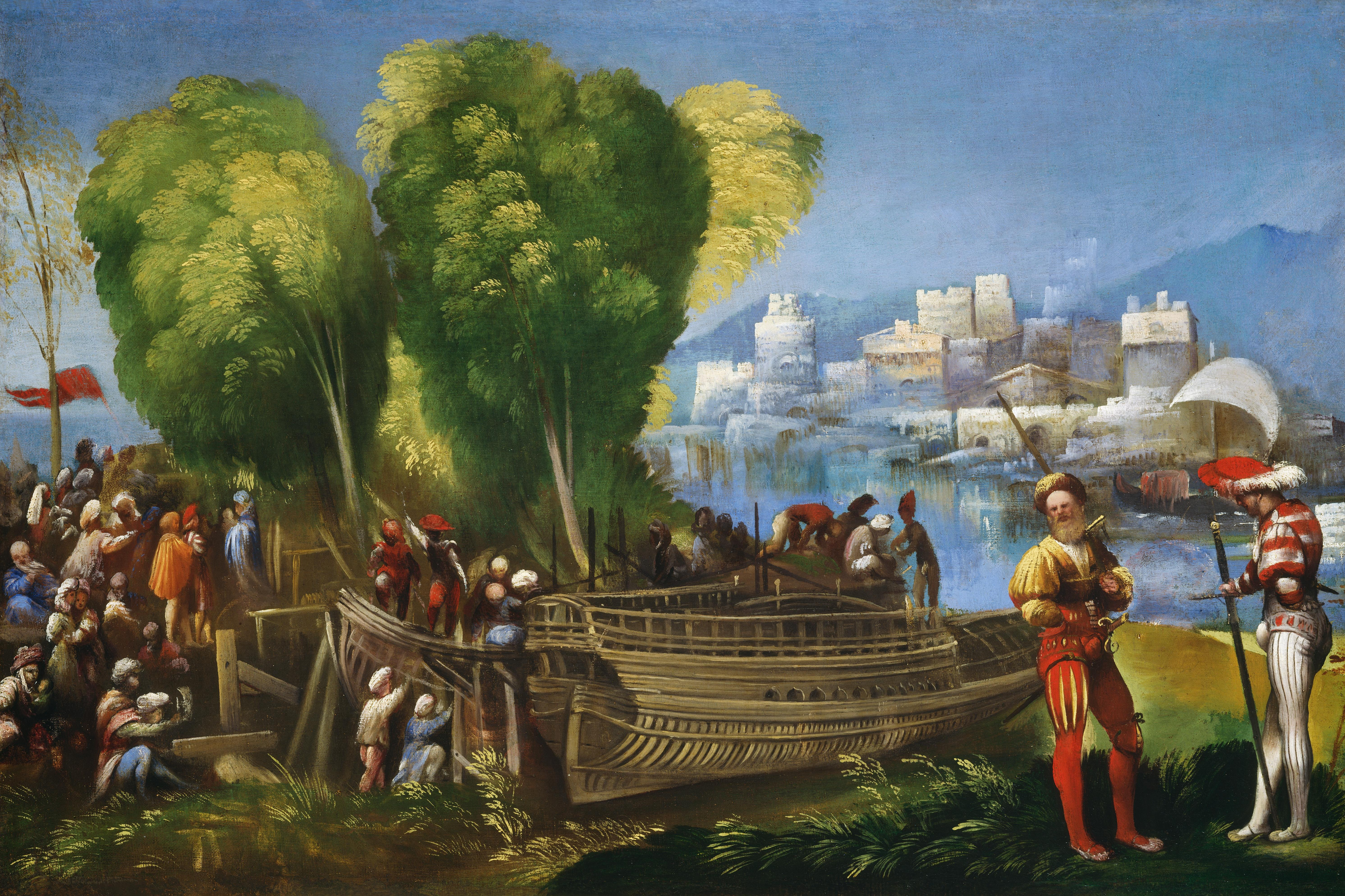
فرار البحارة مع ميديا وعودتهم إلى الوطن.

لقد علم أييتيس هو وجميع الكولخيين بقصة غرام ميديا مع جاسون كاملة، كما علموا بما قامت به من مساعدة مكنته من الانتصار في اليوم السابق، ثم بما هو أمر وأدهى، بهروبها مع الغريب بعد سرقة الجرة الذهبية، فجن جنون الملك، واجتمع برؤساء قومه في السوق العامة وأمر بتسلح جميع الفرسان، وساروا جميعا بعد ذلك إلى شاطئ البحر، يتوسطهم أييتيس، وقد ركب إلى جانبه ابنه أبسورتوس، ممسكا بأعنة الخيول.
وما أن وصل القوم إلى مصب النهر، حتى كانت السفينة قد بلغت البحر الفسيح، فسقطت الشعلة والدرع من أصابع الملك، ثم أنذر رعاياه بأنهم إن لم يلحقوا بابنته في البحر ويحضروها إليه صاغرة لكي يشفي غليله بالانتقام منها، فإنه سوف يقطع رءوسهم أجمعين.
خاف الكولخيون تهديد ملكهم ووعيده، فجمعوا عددا كبيرا من السفن على وجه السرعة، وأقلعوا ليلحقوا بسفينة الأرجو، وكان أسطولهم هذا تحت قيادة أبسورتوس بن أييتيس.. أما سفينة الأرجو فقد واتتها الرياح فملأت أشرعتها ودفعتها بقوة حتى وصلوا إلى مصب نهر استير، الذي يصب مياهه العذبة في البحر الأيوني، رغم ذلك لم يكف الكولخيون عن المطاردة، ولما كانت سفنهم خفيفة تستطيع الإبحار بسرعة تزيد على سرعة الأرجو فقد وصلوا إلى مصب نهر استير قبل بحارة الأرجو، وتفرقوا بين الخلجان والجزر المختلفة ينتظرون قدوم الأبطال حتى يباغتوهم، ويسدوا عليهم طريق العبور إلى البحر.
أبصر بحارة الأرجو سفن الأعداء، وتولتهم الدهشة، فأرسوا الأرجو على شاطئ إحدى الجزر واحتلوها، فتبعهم الكولخيون، وبدا وكأن معركة توشك أن تنشب بين الفريقين، وبدأ الأغارقة في المفاوضة، وأخيرا اتفق الطرفان أن يحمل بحارة الأرجو الجرة الذهبية، أما عن ميديا ابنة الملك أييتيس فكان لابد من تركها على جزيرة أخرى في معبد الربة أرتميس، حتى يقرر أحد الملوك المجاورين المشهور بعدالته، هل عليها أن تعود إلى أبيها أو ترافق الأبطال إلى بلاد الإغريق.
عندئذ قدمت ميديا نصيحتها إلى جاسون بإتباع خطة، فقالت: "لقد حدث ذات يوم أنني تخليت عن واجباتي، وأقدمت على عمل شرير، كانت نتيجته أنني لا أستطيع العودة، إذن فلابد من الاستمرار في إجرامي مهما كلفني، ومن ثم فسألاطف أخي حتى يضع نفسه بين يديك.. أعد له
وليمة فاخرة، ولسوف أحاول إغراء الحراس بأن يتركوه وحده معي، وعندئذ تستطيع أن تقتله، فيصبح الكولخيون بدون قائد، فيمكن القضاء عليهم في سهولة ويسر".
هكذا وضع الحبيبان خطة الفتك بأبسورتوس، فأرسلا إليه الهدايا الكثيرة، وبعد أن أفلحت ميديا في خداع رسل السلام، ركب أبسورتوس سفينة، مخدوعا بوعود شقيقته، وتوجه إلى الجزيرة المقدسة، ولما التقى بميديا، حاول بمفرده أن يسبر غور مكنونات صدرها، وبينما كان الشقيقان منهمكين في الحديث، خرج جاسون من كمين أعد له من قبل، وهجم على أبسورتوس بسيفه، فأطاح رأسه عن جسده، وكانت ميديا قد خبأت عينيها بخمارها حتى لا ترى أخاها وهو يُقتَل.. فتلطخ رداء ميديا بدم أخيها، ولكن ربات الانتقام اللواتي لا تخفي عليهن خافية، كن لها بالمرصاد، فتطلعن من مسكنهن السري، بعيون ملؤها الغضب، وشاهد ما جرى من عمل فظيع في ذلك المكان المنعزل.. نظف جاسون نفسه من دماء أبسورتوس، ودفن الجثة وغطاها بالتراب، ثم أعطت ميديا إشارة بواسطة الشعلة إلى بحارة الأرجو تبعا لخطة موضوعة، فجاء هؤلاء بسفينتهم إلى جوار المركب الذي حضر فيه أبسورتوس إلى تلك الجزيرة، فانقضوا على أعوانه، فأبادوهم على بكرة أبيهم، ولم ينج منهم رجل واحد، وعندما أقبل جاسون لمساعدة رفاقه لم تكن هناك حاجة إليه، فقد انتهت المعركة وبان مصيرها.
استمر بحارة الأرجو في طريقهم مارين بسواحل عدة وجزر كثيرة، لاقوا فيها من المتاعب والأهوال والمخاطر، ما كانوا لينجوا منها لولا مساعدة الربة هيرا وعنايتها لهم، فأبحروا آمنين إلى أن بلغوا ساحل كارباثوس بالصخري، ومن هناك قرروا الذهاب إلى جزيرة كريت الجميلة.. وما كادوا يتركون جزيرة كريت، حتى قابلتهم مغامرة جديدة خطرة، فقد وجدوا أنفسهم وسط ظلام دامس يخيم على الكون، لا أثر فيه للقمر، ولا يتلألأ فيه نجم واحد فيبعث ولو ضوءا خافيا ينير الطريق أمامهم، بل كان الفضاء حالكا كما لو كانت جميع ظلمة الدنيا تركزت في ذلك المكان.
لم يعرف الأبطال: هل كانوا يسيرون على صفحة الماء في البحر، أو جرفتهم تيارات تارتاروس في خضمها المتلاطم، فرفع جاسون يديه وتوسل إلى أبوللو أن يخلصهم من ذلك الظلام المقيت، وكانت دموع الفزع تنزل على خديه، وقدم نذره إلى الرب ذبائح لا تقدر بثمن، فاستجاب رب الشمس لدعائه، وهبط من الأوليمبوس، فأمسك بقوسه الذهبية وصوب سهامه فوق المنطقة، فأضاءت السماء، واستطاع البحارة بمساعدة ذلك الضوء المفاجئ، أن يروا جزيرة صغيرة، فجدفوا صوبها حيث ألقوا مراسيهم وانتظروا هناك حتى مطلع الفجر..
كانت هذه هي آخر مغامرة للأبطال الأغارقة بحارة الأرجو، وسرعان ما وصلوا إلى جزيرة أيجينا، ومنا هناك جدفوا صوب وطنهم، وساروا بسفينتهم داخل ميناء أيولكوس، وفي مضيق كورنثة، كرس جاسون السفينة لبوسايدون، فلما تحولت إلى رماد، وضعتها الآلهة في السماء فراحت تتلألأ في القبة الجنوبية كأنها نجم متألق.

## نهاية جاسون
وصل جاسون إلى وطنه يحمل الجرة الذهبية بعد أن لاقى الأهوال والأخطار، ولكنه لم يتمكن من اعتلاء عرش أيولكوس، الذي من أجله قام هو وأشهر أبطال الإغريق بهذه الرحلة الشاقة المليئة بالمغامرات الخطيرة، ولما كان قد أخذ ميديا من أبيها، وقتل أخاها أبسورتوس بالخداع، فقد اضطر إلى ترك العرش لأكاستوس بن بيلياس، والفرار مع زوجته الشابة الفاتنة إلى كورنثة، حيث عاشا في سعادة ما بعدها سعادة عشر سنوات، أنجبا خلالها ثلاثة أبناء أكبرهم توءمان سمياهما ثيسالوس وألكيمينيس ، والثالث تيساندر.
لكن بعد هذه المدة عصف الدهر بسعادتهما وألقى بحبهما في مم الريح، فقد وقع جاسون في حبائل غرام فتاة جميلة صغيرة تدعى جلاوكي ابنة كريون ملك كورنثة، إذ كانت فتاة خارجة الأنوثة، بارعة الجمال، وفوق ذلك كله كانت فتاة لعوب، رنت إليه بلحظها فسقط في الشرك، وصار يتردد عليها خلسة دون علم زوجته، وسرعان ما علم والد الفتاة بأمرهما، فوافق على زواجهما وحدد يوما للزفاف.. عند ذلك فقط أخبر جاسون زوجته وطلب منها أن توافق على زواجه بجلاوكي.. استقبلت ميديا رغبة جاسون بحقد ثائر، وبغضب هائل، ولكن جاسون تجاهل ثورتها وصمم على المضي فيما هو مقدم عليه.
ذهب الملك كريون إلى ميديا، وهي ثائرة تحوم في حجرات القصر وساحاته، وقال لها: «أنت يا ذات العيون الخابية، يا من تصبين جُل غضبك على زوجك، إنني آمرك أن تأخذي أولادك وتغادري بلادي فورا في هذه اللحظة، فلن أعود إلى قصري إلا بعد أن أكون قد أقصيتك خارج حدود بلادي».
استدعت ميديا جاسون- بعد أن أعملت خطة محكمة للتخلص من جلاوكي وأبيها- وتظاهرت بشيء من الرقة واللطف وبحلو الكلام قائلة: «أي جاسون، لقد قدمنا إلى هذه البلاد لاجئين معدمين، وبزواجك الجديد هذا، تتوقع أن تسد حاجة نفسك وحاجة أولادك، وحتى حاجتي أنا، وعندما نبتعد عنك فترة وجيزة، ستتذكر أبناءك، وترسل تستدعيهم ليشاركوك الثروة، تعالوا يا أبنائي وتناسوا شكواكم من أبيكم كما فعلت أنا».
انطلى البهتان على جاسون، وصدق أنها خلعت من فؤادها كل حقد وضغينة، فسر سرورا عظيما، وبالغ في الوعود لها ولأطفالها ثم رحلت ميديا لتزيد في إقناعه بإخلاصها، ولكي تحظى بحب جلاوكي وأبيها، أخرجت ثيابا ثمينة موشاة بالذهب، وقدمتها لجاسون كي يأخذها هدية لعروسه، فتردد جاسون في بادئ الأمر، ولكنه قبل بالأخير.
كانت هذه الثياب الجميلة مصنوعة من منسوج نقع في السم، وعندما ودعت ميديا زوجها، ظلت تنتظر قلقة عودة الرسول الذي حمل الملابس، ليخبرها كيف استقبلت هداياها.. وأخيرا أقبل وناداها قائلا: " أسرعي يا ميديا، واركبي سفينتك وانجي بحياتك وحياة أولادك، فقد ماتت غريمتك هي وأبوها، وقد حدث عندما دخل أبناؤك القصر إلى جانب أبيهم، أن هللنا بانتهاء الصراع، وتلقت الأميرة زوجك بابتسامة، ووجه يتهلل بهجة وسرور، ثم قدم جاسون إليها الهدايا، فملأ منظر الثياب الجميلة قلبها فرح وسرور، فلما تركها زوجك وأولاده، وضعت
الوشاح الذهبي على كتفيها، وتوجت رأسها بإكليل الذهب، ثم جعلت تمشي بعد ذلك في ساحات القصر فخورة بتلك الثياب، غير أنه سرعان ما تغيرت ملامحها وامتقع لونها، وارتعشت أطرافها، وقبل أن تستطيع الوصول إلى مقعد، سقطت على الأرض بلا حراك، وغارت عيناها، ودوى القصر بالصراخ والعويل، فأسرع بعض الخدم إلى الملك ينبئونه، كما هرع البعض الآخر إلى زوجها يخبرونه، وفي نفس الوقت اشتعل إكليل النار السحري حول رأسها، وراح السم والنيران يتصارعان على لحمها، وكان أبوها قد حضر فارتمى عليها ليخلصها مما هي فيه، ولكنه لم يجد إلا جثة مشوهة، وفي نوبة من اليأس ألقى بنفسه فوقها، فأعمل فيه السم مفعوله، فتردى حيث هو.. أما جاسون فلست اعلم عنه شيئا".
كان يجب أن يخف حدة حقد ميديا عند سماع تلك الأنباء، ولكنها على العكس تماما زادتها حقدا، وأشعلت نيران الكره في قلبها، فخرجت لتصوب الضربة القاضية إلى زوجها وإلى نفسها.
كان الليل قد أقبل، فأسرعت إلى حجرتها حيث كان أولادها نائمين، وتمتمت قائلة: «تجلد يا قلبي، لمَ ترتجف من فعل الشر الذي لا بد منه؟ امح من مخيلتك أن هؤلاء أولادك الذين حملتهم، انس ذلك لمدة ساعة فقط، وبعد ذلك فلتبك عليهم أبد الدهر.. إنك تقدم لهم خدمة جليلة، فبيدي لا بيد أعدائي».
أسرع جاسون إلى بيته يطلب قاتلة عروسه لينتقم منها، فسمع صيحات أبنائه، فجرى مسرعا إلى حجرتهم ليجدهم غارقين قي دمائهم وقد ذبحوا كما تذبح القرابين للآلهة، ولم ير ميديا في أي مكان.. غير أنه عندما ترك بيته، سمع صوتا مقبلا من فوق، فرفع بصره فإذا هو يراها في عربة يجرها تنين ضخم، استطاعت بفنها السحري أن تحصل عليها، فركبت الريح بعيدا عن مسرح انتقامها. لقد نجت ميديا من انتقام زوجها، الذي امتلأ قلبه باليأس وتذكر كيف قتل أبسورتوس، فاستل سيفه، وقتل نفسه على عتبة داره.